# スクール革命!
『スクール革命!』（スクールかくめい!）は、日本テレビにて2009年4月5日から毎週日曜日11:45 - 12:45（JST）に放送されているバラエティ番組。

## 概要
タイトルの通り「学校」をモチーフとしたバラエティ。
舞台は「3年J組」の教室。内村が「担任」、他のレギュラー出演陣が「生徒」、ゲストタレント・知識人が「講師」というセッティングで、回ごとのテーマに沿ったトーク・クイズ・VTRなどで「授業」（番組）が行われる。
これまで、日本テレビの日曜正午枠の番組は半年間や1年間と長続きしなかったが、本番組は2018年4月には放送10年目を迎えている。正午枠が2年以上放送されるのは『TVおじゃマンモス』以来、同枠にて4年以上放送されるのは『コッキーポップ』以来となっている。

## 出演者
担任（メインMC）
- 内村光良（ウッチャンナンチャン）

生徒（レギュラー）
- Hey! Say! JUMP
  - 山田涼介
  - 知念侑李[注 2]
  - 八乙女光[注 3]
- 山崎弘也（アンタッチャブル）
- オードリー
  - 若林正恭
  - 春日俊彰
- 髙地優吾（SixTONES）

歴代女子生徒（週替わり出演）
（※出演頻度の多い者を記載。および2020年3月22日放送内の歴代女子生徒紹介テロップに基づく）
- スザンヌ
- 関根麻里
- 優木まおみ
- 平愛梨（2013年7月 - 2017年2月 ※結婚及びイタリア移住のため“卒業”ではなく“海外留学”[2]。2021年10月17日放送回には約4年半ぶりに出演した[3]）
- 渡辺直美
- 橋本環奈
- いかちゃん
- 髙橋ひかる
- 朝日奈央 ※裏番組である『アッコにおまかせ!』のレギュラー（不定期）として出演することがある。
- 白石聖
- 生見愛瑠

ほか
ナレーター
- 佐藤賢治

## 放送リスト
| 2009年（平成21年） | 2009年（平成21年） | 2009年（平成21年）                                   | 2009年（平成21年）                    | 2009年（平成21年） |
| 回                 | 放送日             | 講師役ゲスト                                         | 講義テーマ                            | 備考 |
| ------------------ | ------------------ | ---------------------------------------------------- | ------------------------------------- | --- |
| 1                  | 4月5日             | 品川庄司                                             | バラエティ番組学                      | 北朝鮮によるミサイル発射実験が実施された為、 番組途中に臨時ニュースが挿入された。                                                                  |
| 2                  | 4月12日            | 関根勤、小倉優子                                     | 妄想学                                | |
| 3                  | 4月19日            | 有吉弘行                                             | 地獄からの生還学                      | オードリー欠席のため、ブラックマヨネーズ、神戸蘭子が生徒。                                                                                         |
| 4                  | 4月26日            | 坂下千里子、益若つばさ                               | ママ学                                | オードリー欠席のため、ブラックマヨネーズが生徒。                                                                                                   |
| 5                  | 5月3日             | 里田まい                                             | おバカ学                              | |
| 6                  | 5月10日            | 麒麟、上原美優                                       | 貧乏学                                | |
| 7                  | 5月17日            | 久本雅美                                             | マチャミ学                            | |
| 8                  | 5月24日            | ナイツ、オードリー                                   | ブレイク芸人学 前半戦                 | |
| 9                  | 5月31日            | ナイツ、オードリー                                   | ブレイク芸人学 後半戦                 | |
| 10                 | 6月7日             | 嶋大輔、土田晃之                                     | 不良学                                | 髙地優吾が授業に初参加。 |
| 11                 | 6月14日            | なだぎ武、友近                                       | 人間観察学                            | |
| 12                 | 6月21日            | コロッケ、エハラマサヒロ                             | ものまね学                            | 髙地優吾は仕事の都合により欠席。 |
| 13                 | 6月28日            | スザンヌ                                             | スザンヌ学                            | 髙地優吾は仕事の都合により欠席。 |
| 14                 | 7月5日             | 関根麻里                                             | 英語学                                | |
| 15                 | 7月12日            | 陣内智則、土田晃之                                   | ピン芸人学                            | |
| 16                 | 7月19日            | ゴリ（ガレッジセール）                               | 沖縄学                                | 若林は都合により遅刻。 |
| 17                 | 7月26日            | U字工事                                              | 田舎学                                | |
| 18                 | 8月2日             |                                                      | みんなの母校を巡る修学旅行SP 前半戦!! | SPのためゲスト講師無し。 山田涼介は風邪のため欠席。                                                                                                |
| 19                 | 8月9日             |                                                      | みんなの母校を巡る修学旅行SP 後半戦!! | SPのためゲスト講師無し。 山田涼介は風邪のため欠席。                                                                                                |
| 20                 | 8月16日            | 田中義剛、西川史子                                   | 副業学                                | |
| 21                 | 8月23日            |                                                      | 振り返り学                            | 総集編のためゲスト講師無し。 |
| 22                 | 9月6日             | ボビー・オロゴン、フィフィ、パンツェッタ・ジローラモ | 外国人タレント学                      | |
| 23                 | 9月13日            | NON STYLE、サンドウィッチマン                        | M-1学                                 | |
| 24                 | 9月20日            | 南明奈                                               | アッキーナ学                          | |
| 25                 | 9月27日            | ハリセンボン                                         | 女芸人学                              | |
| 26                 | 10月4日            | おぎやはぎ                                           | おぎやはぎ学                          | |
| 27                 | 10月11日           | ブラックマヨネーズ                                   | ブラマヨ学                            | |
| 28                 | 10月18日           | FUJIWARA、中川家                                     | 大阪学                                | |
| 29                 | 11月1日            | 貫地谷しほり、しずちゃん（南海キャンディーズ）       | 女優学                                | |
| 30                 | 11月8日            |                                                      | 思い出学                              | 総集編のためゲスト講師無し。 |
| 31                 | 11月15日           | 柴田英嗣（アンタッチャブル）、ほっしゃん。           | 動物学                                | |
| 32                 | 11月22日           | 石田純一、吉川ひなの                                 | モテ男学、モデル学                    | |
| 33                 | 11月29日           | 森三中                                               | 婚活学                                | |
| 34                 | 12月6日            | ゴリ（ガレッジセール）                               | 冬の沖縄学                            | |
| 35                 | 12月13日           | 東国原英夫（当時宮崎県知事）、神戸蘭子               | 宮崎学                                | |
| 36                 | 12月20日           | 細川茂樹、IKKO                                       | 家電学、韓国学                        | |
| 37                 | 12月27日           | ロザン、スザンヌ                                     | 天才になる方法                        | 主講師は宇治原史規。菅広文は「天才になる方法に詳しい宇治原先生に詳しい先生」として、スザンヌは「こうしていたら天才になれない反面教師」として出演。 |

| 2010年（平成22年） | 2010年（平成22年） | 2010年（平成22年）                                        | 2010年（平成22年）                                                   | 2010年（平成22年）           |
| 回                 | 放送日             | 講師役ゲスト                                              | 講義テーマ                                                           | 備考                         |
| ------------------ | ------------------ | --------------------------------------------------------- | -------------------------------------------------------------------- | ---------------------------- |
| 38                 | 1月10日            | トータルテンボス、ジャルジャル                            | ブレイク芸人学                                                       |                              |
| 39                 | 1月17日            | ピーター ゆってぃ、大西ライオン、長友光弘（響）、狩野英孝 | おひとり様を上手に楽しむ方法 キャラ芸人に学ぶヒットの法則!           |                              |
| 40                 | 1月24日            | 松本志のぶ、木佐彩子                                      | アナウンサーが教える正しい日本語講座                                 |                              |
| 41                 | 1月31日            | 北斗晶、松本伊代                                          | 主婦をもっと楽しむ方法                                               |                              |
| 42                 | 2月7日             |                                                           | 総集編                                                               | 総集編のためゲスト講師無し。 |
| 43                 | 2月21日            | 森永卓郎、小倉優子                                        | おバカでもワカる経済とお金の全て、 焼肉を100倍美味しく食べる方法     |                              |
| 44                 | 3月7日             | 三倉茉奈・三倉佳奈（マナカナ）                            | 仰天! 双子の不思議                                                   |                              |
| 45                 | 3月14日            | 細川茂樹、YOU                                             | 達人に学ぶ 間違えない物件選び                                        |                              |
| 46                 | 3月21日            | 本村健太郎、角田龍平                                      | 知って得する法律知識                                                 |                              |
| 47                 | 3月28日            | 柳田理科雄、安めぐみ                                      | 未来はこうなる!最新オモシロ科学                                      |                              |
| 48                 | 4月4日             | デーブ・スペクター、ローラ・チャン、ボビー・オロゴン      | 聞いてビックリ!世界の常識・非常識                                    |                              |
| 49                 | 4月11日            | ナイツ                                                    | 浅草通が教える浅草を楽しみつくす方法                                 |                              |
| 50                 | 4月18日            | 吉岡美穂・IZAM、ジャガー横田・木下博勝                    | 夫を上手く使う方法                                                   |                              |
| 51                 | 4月25日            | 関根勤                                                    | GWに家族でデートで行きたい場所ベスト20                               |                              |
| 52                 | 5月2日             | 萬田久子、ほしのあき                                      | 10歳 若返るアンチエイジング法                                        |                              |
| 53                 | 5月9日             | 長谷川理恵、矢口真里                                      | おいしい野菜の食べ方!選び方!                                         |                              |
| 54                 | 5月16日            | 高橋英樹、えなりかずき                                    | 知って驚き! 新歴史                                                   |                              |
| 55                 | 5月23日            | 島田秀平、魚ちゃん                                        | 運気が上がる方法教えます! 占いのすべて!                              |                              |
| 56                 | 5月30日            | ロザン                                                    | 知って得する脳の使い方                                               |                              |
| 57                 | 6月6日             |                                                           | 修学旅行第2弾in沖縄! 前半戦                                          | SPのためゲスト講師無し。     |
| 58                 | 6月13日            |                                                           | 修学旅行第2弾in沖縄! 後半戦                                          | SPのためゲスト講師無し。     |
| 59                 | 6月20日            |                                                           | もう一度見たい爆笑シーンベスト30                                     | 総集編のためゲスト講師無し。 |
| 60                 | 6月27日            | デーブ・スペクター、トリンドル玲奈、ボビー・オロゴン      | 聞いてビックリ!世界の常識・非常識 第2弾                              |                              |
| 61                 | 7月4日             | 金子哲雄、神戸蘭子                                        | 10万円得するお金の裏ワザ                                             |                              |
| 62                 | 7月11日            | 魔裟斗、元木大介                                          | 一流アスリートに学ぶ!健康で美しいカラダ作り                          |                              |
| 63                 | 7月18日            | 土田晃之                                                  | 夏休みに家族で行きたい場所 ベスト15                                  |                              |
| 64                 | 7月25日            | 森永卓郎、水道橋博士（浅草キッド）                        | 総復習&驚き新事実!知らなきゃ恥ずかしい2010年上半期ニュースランキング |                              |
| 65                 | 8月1日             | 辰巳琢郎、渡部建（アンジャッシュ）                        | 最強美食家が選ぶ本当に美味しい店ランキング                           |                              |
| 66                 | 8月8日             | ピーター、細川茂樹                                        | 住まいの達人に学ぶ!快適ライフ                                        |                              |
| 67                 | 8月15日            | 北斗晶、藤本美貴                                          | 主婦を楽しむ方法パート2                                              |                              |
| 68                 | 8月22日            | ロバート・キャンベル、椿鬼奴                              | 日本人の知らない正しい日本語                                         |                              |
| 69                 | 9月5日             | 唐沢俊一、ケンドーコバヤシ                                | 知って驚き!名前の雑学                                                |                              |
| 70                 | 9月12日            | ゴリ（ガレッジセール）、山里亮太（南海キャンディーズ）    | 知って驚き!子供の素朴な疑問!                                         |                              |
| 71                 | 9月19日            |                                                           | 傑作選&未公開SP                                                      | 総集編のためゲスト講師無し。 |
| 72                 | 9月26日            | RIKACO、神戸蘭子、ピース                                  | 行きたい!住みたい! 憧れの街 吉祥寺・二子玉川・恵比寿 完全ガイド      |                              |
| 73                 | 10月3日            | 西川史子、やくみつる                                      | 知ってビックリ!お仕事のウラ側                                        |                              |
| 74                 | 10月10日           | 関根勤、渡部建（アンジャッシュ）                          | 最強美食家が選ぶ本当に美味しい店ランキング                           |                              |
| 75                 | 10月17日           | 吉田里琴、土田晃之                                        | 驚きの最新子供事情!                                                  |                              |
| 76                 | 10月31日           | ボビー・オロゴン、渡部陽一、道端カレン                    | 世界の常識・非常識 第3弾                                             |                              |
| 77                 | 11月7日            | 麻木久仁子、えなりかずき                                  | 知って驚き!新歴史 第2弾                                              |                              |
| 78                 | 11月14日           | 水道橋博士、土田隆                                        | 知れば健康になる! カラダの不思議ウソホント                           |                              |
| 79                 | 11月21日           | 森永卓郎、ふかわりょう                                    | おバカでもわかる経済とお金の全て!第2弾                               |                              |
| 80                 | 11月28日           | 東貴博、阿部祐二                                          | 知られざる芸能人の私生活                                             |                              |
| 81                 | 12月5日            | ほっしゃん。、倉科カナ                                    | 聞いて驚き!知られざる動物の世界!                                     |                              |
| 82                 | 12月12日           | 丸岡いずみ、ねづっち                                      | 総復習&驚き新事実! 2010年ニュースランキング                          |                              |
| 83                 | 12月19日           | 土田晃之、ピース                                          | 年末年始に家族で行きたい場所ベスト15                                 |                              |
| 84                 | 12月26日           | 島田秀平、魚ちゃん                                        | 占いでわかる!2011年運気を上げる方法!                                 |                              |

| 2011年（平成23年） | 2011年（平成23年） | 2011年（平成23年）                                         | 2011年（平成23年）                                     | 2011年（平成23年）           |
| 回                 | 放送日             | 講師役ゲスト                                               | 講義テーマ                                             | 備考                         |
| ------------------ | ------------------ | ---------------------------------------------------------- | ------------------------------------------------------ | ---------------------------- |
| 85                 | 1月9日             |                                                            | 新春初笑い! 視聴者が選んだ爆笑シーンBEST30             | 総集編のためゲスト講師なし。 |
| 86                 | 1月16日            | バナナマン                                                 | 最強美食家が選ぶ本当においしい店ランキング 第3弾       |                              |
| 87                 | 1月23日            | いとうあさこ、クリス松村                                   | 仰天! セレブの優雅すぎるライフスタイル!                |                              |
| 88                 | 1月30日            | 東貴博、唐沢俊一（カルト物件評論家）                       | 都道府県の常識・非常識                                 |                              |
| 89                 | 2月6日             | やくみつる、ケンドーコバヤシ                               | 知ってビックリ お仕事のウラ側2                         |                              |
| 90                 | 2月13日            | 篠崎晃一、椿鬼奴                                           | 日本人の知らない正しい日本語2                          |                              |
| 91                 | 2月27日            | 細川茂樹                                                   | 細川茂樹流! 住まいと収納の極意!                        |                              |
| 92                 | 3月6日             | 水道橋博士、鳥越規央（東海大学准教授）                     | 意外と知らない! 日本人の平均                           |                              |
| 93                 | 3月20日            | 北斗晶、新山千春                                           | 主婦を楽しむ方法パート3                                |                              |
| 94                 | 3月27日            | ピース                                                     | 名作からマンガまで 知って得する本の世界                |                              |
| 95                 | 4月3日             | 神田瀧夢、ローラ・チャン、ローラ                           | 聞いてビックリ! 世界の常識・非常識〜第4弾〜            |                              |
| 96                 | 4月10日            | ほしのあき、土田隆（よこはま土田メディカルクリニック院長） | 知れば健康になる! カラダの不思議ウソホント 第2弾       |                              |
| 97                 | 4月17日            | 唐沢俊一、土田晃之                                         | 知って驚き! 名前の雑学2                                |                              |
| 98                 | 4月24日            | 小籔千豊、藤本美貴                                         | 最高と最低が面白い! ピンキリの世界                     |                              |
| 99                 | 5月1日             | 大和田獏、東貴博                                           | 知られざる芸能人の私生活 第2弾                         |                              |
| 100                | 5月8日             |                                                            | 祝! 放送100回! ベスト・オブ・先生決定SP                | 記念回のためゲスト講師無し。 |
| 101                | 5月15日            | 内田恭子                                                   | オトコは知らない! オンナの秘密                         |                              |
| 102                | 5月22日            | ピーター、平林都（エレガントマナースクール学院長）         | マナーの達人に学ぶ! 大人の常識                         |                              |
| 103                | 5月29日            | 高田延彦、アヤカ・ウィルソン                               | 驚きの最新子供事情 パート2                             |                              |
| 104                | 6月5日             | 野口五郎、石神秀幸（ラーメン評論）                         | 最強美食家が選ぶ本当に美味しい店ランキング 第4弾       |                              |
| 105                | 6月12日            | 友近、やくみつる                                           | 知ってビックリ! お仕事のウラ側                         |                              |
| 106                | 6月19日            | 唐沢俊一、東MAX                                            | 聞いてビックリ! 47都道府県の常識・非常識パート2        |                              |
| 107                | 6月26日            | 後藤輝基（フットボールアワー）、林裕人                     | 知って得する! 食べ物の秘密                             |                              |
| 108                | 7月3日             | ロザン、篠原菊紀（脳科学者）                               | 知って得する! 脳の使い方 第2弾!                        |                              |
| 109                | 7月10日            | 水道橋博士                                                 | スクール革命! 四賢人が教える難問の答え                 |                              |
| 110                | 7月17日            | 土田晃之                                                   | 夏休みに家族で行きたい場所ベスト15                     |                              |
| 111                | 7月31日            | ほっしゃん。、倉科カナ                                     | 聞いて驚き! 知られざる動物の世界! 第3弾                |                              |
| 112                | 8月7日             | 柳田理科雄、ケンドーコバヤシ                               | 便利で楽しい驚きの最先端技術                           |                              |
| 113                | 8月14日            | アンジャッシュ                                             | なんでもパーセント! 〜日本人の全てが分かる驚きの割合〜 |                              |
| 114                | 8月28日            | 細川茂樹、収納王子コジマジック                             | 達人に学ぶ! 住まいと収納の極意! 第4弾                  |                              |
| 115                | 9月4日             | いとうあさこ、有村昆                                       | 仰天! セレブの優雅すぎるライフスタイル パート2         |                              |
| 116                | 9月11日            | 金田一秀穂、椿鬼奴                                         | 日本人が知らない正しい日本語! パート3                  |                              |
| 117                | 9月18日            | バナナマン                                                 | 防犯テクニック丸分かり! 明日使えるピンチの対処法       |                              |
| 118                | 9月25日            | 平林都（マナー講師）、麻木久仁子                           | マナーの達人に学ぶ!知らないと恥ずかしい大人の常識第2弾 |                              |
| 119                | 10月2日            | 北斗晶、小森純                                             | 主婦を楽しむ方法! 第4弾                                |                              |
| 120                | 10月9日            | 水道橋博士、鳥越規央（東海大学准教授）                     | 意外と知らない! 日本人の平均パート2                    |                              |
| 121                | 10月16日           |                                                            | 内村先生が選ぶ! タメになる小テスト ベスト30!           | 総集編のためゲスト講師無し。 |
| 122                | 10月30日           | 劇団ひとり、唐沢俊一                                       | 絶対に役立つ! 知っておきたい25の法則                   |                              |
| 123                | 11月6日            | やくみつる、東MAX                                          | 知ってビックリ! お仕事のウラ側! 第4弾                  |                              |
| 124                | 11月13日           | ほしのあき、土田隆                                         | カラダの不思議! ウソホント 第3弾                       |                              |
| 125                | 11月20日           |                                                            | 修学旅行第3弾in九州! （前編）                          |                              |
| 126                | 11月27日           |                                                            | 修学旅行第3弾in九州! （後編）                          |                              |
| 127                | 12月4日            | 藤本敏史（FUJIWARA）、唐沢俊一                             | 巨大! 特大! デカいモノ                                 |                              |
| 128                | 12月11日           | 大和田獏、東MAX                                            | 知られざる芸能人の私生活 第3弾                         |                              |
| 129                | 12月18日           | 土田晃之                                                   | 年末年始に家族で行きたい場所ベスト15                   |                              |
| 130                | 12月25日           | 島田秀平、魚ちゃん                                         | 占いでわかる! 2012年の運気を上げる方法!                |                              |

| 2012年（平成24年） | 2012年（平成24年） | 2012年（平成24年）                                                                    | 2012年（平成24年）                                              | 2012年（平成24年）           |
| 回                 | 放送日             | 講師役ゲスト                                                                          | 講義テーマ                                                      | 備考                         |
| ------------------ | ------------------ | ------------------------------------------------------------------------------------- | --------------------------------------------------------------- | ---------------------------- |
| 131                | 1月8日             | 麻木久仁子、徳島えりか（日本テレビアナウンサー）                                      | 新旧比べて新発見! 何でも今昔                                    |                              |
| 132                | 1月15日            | 森三中 ※独身の黒沢かずこは生徒として参加                                              | 結婚の新常識! 驚きの婚活事情!                                   |                              |
| 133                | 1月22日            | 細川茂樹、収納王子コジマジック                                                        | 達人に学ぶ 住まいと収納の極意                                   |                              |
| 134                | 1月29日            | 平林都、麻木久仁子                                                                    | マナーの達人に学ぶ! 知らないと恥ずかしい大人の常識              |                              |
| 135                | 2月5日             | 藤森慎吾（オリエンタルラジオ）、唐沢俊一                                              | 知って驚き! 名前の雑学 パート3                                  |                              |
| 136                | 2月12日            | 渡部建（アンジャッシュ）、林裕人（パティシエ）                                        | 知って得する! 食の秘密 第2弾                                    |                              |
| 137                | 2月19日            | いとうあさこ、篠山輝信                                                                | 仰天! セレブの優雅すぎるライフスタイル パート3                  |                              |
| 138                | 3月4日             | 劇団ひとり、牛窪恵（マーケティングライター）                                          | 絶対に役立つ! 知っておきたい20の法則 第2弾!                     |                              |
| 139                | 3月11日            | ロザン                                                                                | 100人アンケート! あなたはどっち派?                              |                              |
| 140                | 3月18日            | 東MAX、矢野新一                                                                       | 聞いてビックリ! 都道府県の常識・非常識 パート3                  |                              |
| 141                | 3月25日            | 尾木直樹、宮武祭                                                                      | 驚きの最新子供事情 パート3                                      |                              |
| 142                | 4月1日             |                                                                                       | 祝! 4年目突入記念& エープリルフールだ! オードリー春日ドッキリSP | 記念回のためゲスト講師無し。 |
| 143                | 4月8日             | 北斗晶、スザンヌ                                                                      | 主婦を楽しむ方法 パート5                                        |                              |
| 144                | 4月15日            | 金田一秀穂（言語学者）、椿鬼奴                                                        | 日本人が知らない正しい日本語! パート4                           |                              |
| 145                | 4月22日            | 優木まおみ、土田隆                                                                    | カラダの不思議! ウソホント 第4弾                                |                              |
| 146                | 4月29日            | 林家たい平、結城康博（社会福祉学者）                                                  | 今こそ知りたい! 現代シニア事情                                  |                              |
| 147                | 5月6日             | 樫木裕実（ボディメイクトレーナー）、水卜麻美                                          | 夏までに痩せたい! 正しいダイエット                              |                              |
| 148                | 5月13日            | 渡部建（アンジャッシュ）、石神秀幸（ラーメン評論家）                                  | 一番並ぶ店はどこだ!? 行列グルメBEST10                           |                              |
| 149                | 5月20日            | ハリセンボン                                                                          | オトコは知らない! オンナの秘密 第2弾                            |                              |
| 150                | 5月27日            | 麻木久仁子、福田彩乃                                                                  | 新旧比べて新発見! 何でも今昔 パート2                            |                              |
| 151                | 6月3日             | やくみつる、河本準一（次長課長）                                                      | お仕事なんでもベスト3                                           |                              |
| 152                | 6月10日            | 細川茂樹、収納王子コジマジック                                                        | 達人に学ぶ! 住まいと収納の極意!                                 |                              |
| 153                | 6月17日            | ロザン                                                                                | 100人アンケート! あなたはどっち派?                              |                              |
| 154                | 6月24日            | 辛坊治郎、渡部建（アンジャッシュ）                                                    | 何でも価格調査! 気になるアレの値段!                             |                              |
| 155                | 7月1日             | 板東英二、友利新                                                                      | 100歳まで生きる! 若さを保つ生活習慣                             |                              |
| 156                | 7月8日             | 小島慶子、平林都（マナー講師）                                                        | マナーの達人に学ぶ! 知らないと恥ずかしい大人の常識              |                              |
| 157                | 7月15日            | 土田晃之                                                                              | 夏休みに家族で行きたい場所ベスト15                              |                              |
| 158                | 7月22日            | 東MAX、篠山輝信、穂のか、岡本圭人                                                     | 2世タレントに聞く! 芸能人親子の裏事情                           |                              |
| 159                | 7月29日            | 森三中                                                                                | 防災&防犯を徹底研究! 自分で自分の身を守る方法                   |                              |
| 160                | 8月5日             | イモトアヤコ                                                                          | 知れば知るほどおもしろい! 世界のホント                          |                              |
| 161                | 8月12日            | オリエンタルラジオ                                                                    | 国民1000人アンケート 日本人のNo.1                               |                              |
| 162                | 8月19日            | 水道橋博士、藤森慎吾（オリエンタルラジオ）                                            | 平成を振り返る! 知られざる芸能界の歴史!                         |                              |
| 163                | 9月2日             |                                                                                       | 覚えていないと先生失格! 抜き打ち小テスト                        | 総集編のためゲスト講師無し。 |
| 164                | 9月9日             | 宮崎美子、金田一秀穂                                                                  | 知っているようで知らない! 漢字の世界!                           |                              |
| 165                | 9月16日            | 後藤輝基（フットボールアワー）、林裕人                                                | すぐできる 食の（秘）アイデア                                   |                              |
| 166                | 9月23日            | ケンドーコバヤシ、ソンミ                                                              | 仰天! セレブの優雅すぎるライフスタイル パート4                  |                              |
| 167                | 9月30日            | 河野景子、土田隆                                                                      | 知れば健康になる! カラダの不思議ウソホント                      |                              |
| 168                | 10月7日            | 渡部建（アンジャッシュ）、小島慶子                                                    | あなたは大丈夫? 日本人の勘違いトップ10                          |                              |
| 169                | 10月14日           | 林家たい平、矢野新一                                                                  | 聞いてびっくり! 都道府県なんでもランキング                      |                              |
| 170                | 10月21日           | アンジャッシュ                                                                        | 修学旅行第4弾in沖縄!（前編）                                    |                              |
| 171                | 11月4日            | アンジャッシュ                                                                        | 修学旅行第4弾in沖縄!（後編）                                    |                              |
| 172                | 11月11日           | 宇治原史規（ロザン）                                                                  | 100人アンケート! あなたはどっち派?                              |                              |
| 173                | 11月18日           | 辛坊治郎、中田有紀                                                                    | 世界に誇る日本の力!                                             |                              |
| 174                | 11月25日           | 荻原博子（経済評論家）、渡部建（アンジャッシュ）                                      | なんでも価格調査! 気になるアレの値段                            |                              |
| 175                | 12月2日            | 東MAX、唐沢俊一                                                                       | 知って驚き! 名前の雑学 パート4                                  |                              |
| 176                | 12月9日            | 細川茂樹、収納王子コジマジック                                                        | 達人に学ぶ! 住まいと収納の極意!                                 |                              |
| 177                | 12月16日           | 土田晃之                                                                              | 年末年始に家族で行きたい場所                                    |                              |
| 178                | 12月23日           | 北斗晶、スザンヌ（1時間目） ピーター、平林都（2時間目） 島田秀平、魚ちゃん（3時間目） | 初の2時間ちょっとSP                                             |                              |

| 2013年（平成25年） | 2013年（平成25年） | 2013年（平成25年）                                            | 2013年（平成25年）                                        | 2013年（平成25年）                   |
| 回                 | 放送日             | 講師役ゲスト                                                  | 講義テーマ                                                | 備考                                 |
| ------------------ | ------------------ | ------------------------------------------------------------- | --------------------------------------------------------- | ------------------------------------ |
| 179                | 1月6日             | 宮崎美子、金田一秀穂                                          | 日本人も知らない正しい日本語                              |                                      |
| 180                | 1月13日            |                                                               | 最下位には罰ゲーム! 絶対に役立つ小テスト総復習スペシャル! |                                      |
| 181                | 1月20日            | ほっしゃん。、倉科カナ                                        | 聞いて驚き! 知られざる動物の世界!                         |                                      |
| 182                | 1月27日            | ハリセンボン                                                  | オトコは知らない! オンナの秘密                            |                                      |
| 183                | 2月3日             | 高田延彦、春名風花                                            | 驚きの最新子供事情                                        |                                      |
| 184                | 2月10日            | オリエンタルラジオ、鳥越規央（統計学者）                      | 数字でわかる! 人生の確率!                                 |                                      |
| 185                | 2月17日            | 後藤輝基（フットボールアワー）、藤本美貴                      | 達人が選ぶ! 楽して痩せるダイエットBEST8                   |                                      |
| 186                | 2月24日            | 森三中                                                        | 結婚と婚活の新常識&夫婦のホンネ大告白SP!                  |                                      |
| 187                | 3月3日             | スギちゃん、山崎まゆみ（ノンフィクションライター）            | 達人に学ぶ! 温泉を楽しむ極意                              |                                      |
| 188                | 3月10日            | KABA.ちゃん、クリス松村                                       | こんなにすごい! おネエの世界!                             |                                      |
| 189                | 3月17日            | 渡部建（アンジャッシュ）、鈴木奈々                            | あなたは大丈夫? 日本人の勘違いトップ10                    |                                      |
| 190                | 3月24日            | LiLiCo、土田隆                                                | 知らないでは済まされない! カラダの警告                    |                                      |
| 191                | 3月31日            | 梅沢富美男、いとうあさこ                                      | 仰天! セレブの優雅すぎるライフスタイル                    |                                      |
| 192                | 4月7日             | はなわ、塙宣之（ナイツ）、磯崎三喜年                          | 生まれ順で分かる! 兄弟性格分析SP                          | 生徒として、岡本圭人・我が家が出演。 |
| 193                | 4月14日            |                                                               | 5年目突入おさらいテスト! 5問正解でごほうびSP              | 総集編のためゲスト講師無し。         |
| 194                | 4月21日            | 土田晃之、篠山輝信                                            | 一度は行きたい! 人気No.1バスツアー                        |                                      |
| 195                | 4月28日            | コロッケ、キンタロー。                                        | 身近すぎて知らない! 「顔」のフシギ                        | 女子生徒として、あき竹城が出演。     |
| 196                | 5月5日             | 宇治原史規（ロザン）                                          | 100人アンケート あなたはどっち派?                         |                                      |
| 197                | 5月12日            | 梅沢富美男、品川祐（品川庄司）                                | 気になるアノ職業の収入全部見せますSP                      |                                      |
| 198                | 5月19日            | 辛坊治郎、中田有紀                                            | 世界に誇る! 日本の力                                      |                                      |
| 199                | 5月26日            | 水道橋博士、品田英雄（『日経エンターテインメント!』編集委員） | 平成のベストヒット 徹底調査!                              |                                      |
| 200                | 6月2日             | 林修、松本志のぶ                                              | 日本人の知らない! 正しい日本語                            |                                      |
| 201                | 6月9日             |                                                               | 祝! 200回 4年間でいろいろあったねSP!                      | 記念回のためゲスト講師無し。         |
| 202                | 6月16日            | オリエンタルラジオ                                            | なんでも価格調査! 気になるアレの値段                      |                                      |
| 203                | 6月23日            | 市川春猿、平林都（マナー講師）                                | マナーの達人に学ぶ! 大人の常識                            |                                      |
| 204                | 6月30日            | 中田敦彦（オリエンタルラジオ）、篠原菊紀（脳科学者）          | 何歳からでも出来る! 記憶力がアップする方法                |                                      |
| 205                | 7月7日             | 品川祐（品川庄司）、泉麻人                                    | 知られざる! 東京23区の世界                                |                                      |
| 206                | 7月14日            | ケンドーコバヤシ、今井志保子（カラープロデューサー）          | どんな色にもワケがある! 知って得する色の力!               |                                      |
| 207                | 7月21日            | 北斗晶、藤本美貴                                              | ラクして主婦を100倍楽しむ方法                             |                                      |
| 208                | 7月28日            | えなりかずき                                                  | 知って驚き! 名前の雑学                                    |                                      |
| 209                | 8月4日             | 石原良純                                                      | 意外と知らない! お天気の不思議                            |                                      |
| 210                | 8月11日            | 天野ひろゆき（キャイ〜ン）、浅野まみこ（管理栄養士）          | 知っておくべき! 肉を美味しく食べる方法                    |                                      |
| 211                | 8月18日            | アンジャッシュ                                                | オンナが知らないオトコの秘密                              |                                      |
| 212                | 9月1日             | ハリセンボン                                                  | オトコが知らない! オンナの秘密                            |                                      |
| 213                | 9月8日             | 尾木直樹、香音                                                | 驚きの最新子供事情!                                       |                                      |
| 214                | 9月15日            | 篠山輝信                                                      | 聞いてビックリ! 47都道府県の常識・非常識                  |                                      |
| 215                | 9月22日            | 礼二（中川家）、村井美樹                                      | 知って驚き! 電車の世界                                    |                                      |
| 216                | 9月29日            | 藤本美貴、中田敦彦（オリエンタルラジオ）                      | 知られざる! 赤ちゃんの不思議!!!                           |                                      |
| 217                | 10月6日            | 細川茂樹、収納王子コジマジック                                | 達人に学ぶ! 住まいと収納の極意                            |                                      |
| 218                | 10月13日           | 土田晃之                                                      | 一度は行きたい! 人気No.1バスツアー〜行楽の秋編〜          |                                      |
| 219                | 10月20日           | スギちゃん、山崎まゆみ                                        | 紅葉シーズン直前! 達人に学ぶ 今すぐ行きたくなる温泉       |                                      |
| 220                | 11月3日            | 堤下敦（インパルス）                                          | 日本人が大好き! うまい麺SP                                |                                      |
| 221                | 11月10日           | 舞の海秀平、桝太一（日テレアナウンサー）                      | 世界に誇る 日本の力!                                      |                                      |
| 222                | 11月17日           | 中田敦彦、門倉貴史                                            | 東京未来予報SP!                                           |                                      |
| 223                | 11月24日           | はなわ、塙宣之（ナイツ）、磯崎三喜年                          | 生まれ順で分かる! 兄弟性格分析SP                          |                                      |
| 224                | 12月1日            | 品川祐（品川庄司）、泉麻人                                    | ランキング1位は何区? クイズ! 東京23区                     |                                      |
| 225                | 12月8日            |                                                               | スクール革命! 2013年期末テスト                            | 総集編のためゲスト講師無し。         |
| 226                | 12月15日           | 篠山輝信                                                      | 聞いてビックリ! 47都道府県の常識・非常識                  |                                      |
| 227                | 12月22日           | 島田秀平、魚ちゃん                                            | 2014年 運気を上げる方法!!                                 |                                      |

| 2014年（平成26年） | 2014年（平成26年） | 2014年（平成26年）                                                  | 2014年（平成26年）                                     | 2014年（平成26年）           |
| 回                 | 放送日             | 講師役ゲスト                                                        | 講義テーマ                                             | 備考                         |
| ------------------ | ------------------ | ------------------------------------------------------------------- | ------------------------------------------------------ | ---------------------------- |
| 228                | 1月12日            | 向井慧（パンサー）、品田英雄（『日経エンタテインメント!』編集委員） | 今年流行るのはコレだ！先取り！2014年トレンドランキング |                              |
| 229                | 1月19日            | 大島美幸（森三中）、竹田純                                          | 正月太りをぶっとばせ！最新ダイエット2014               |                              |
| 230                | 1月26日            | 品川祐（品川庄司）、高木ゑみ                                        | 冬の醍醐味！うますぎる鍋の世界！                       |                              |
| 231                | 2月2日             | ピース                                                              | 100人アンケート あなたはどっち派？                     |                              |
| 232                | 2月9日             | ケンドーコバヤシ、桝太一（日テレアナウンサー）                      | オンナが知らない！オトコの秘密！                       |                              |
| 233                | 2月16日            | マキタスポーツ、福田彩乃                                            | 聞いてビックリ！知られざる音の世界！                   |                              |
| 234                | 3月2日             | クリス松村、IVAN                                                    | こんなにすごい！おネエの世界                           |                              |
| 235                | 3月9日             | バナナマン                                                          | 身近なギモンを解決！クイズ・できる？できない？         |                              |
| 236                | 3月16日            |                                                                     | 新学期直前！スクール革命進級テスト！                   | 総集編のためゲスト講師無し。 |
| 237                | 3月23日            | 土田晃之                                                            | 修学旅行第5弾in富士山！（前編）                        |                              |
| 238                | 3月30日            | 土田晃之                                                            | 修学旅行第5弾in富士山！（後編）                        |                              |
| 239                | 4月6日             | 中田有紀、田向健一                                                  | 知られざる動物の世界                                   |                              |
| 240                | 4月13日            | 劇団ひとり、牛窪恵（マーケティングライター）                        | 絶対に役立つ！知っておきたい法則！                     |                              |
| 241                | 4月20日            | 土田晃之                                                            | 今行きたい！超人気バスツアー〜春爛漫GW編〜             |                              |
| 242                | 4月27日            | 林家たい平、住友淑恵                                                | 知らないと恥ずかしい 大人の常識クイズ                  |                              |
| 243                | 5月4日             | アンジャッシュ                                                      | 知って得する時間の秘密                                 |                              |
| 244                | 5月11日            | 博多華丸・大吉                                                      | そうだったのか！？カタチのヒミツ！！                   |                              |
| 245                | 5月18日            | バカリズム、杉原厚吉（数学者・工学者）                              | きっとあなたもダマされる！視覚のフシギ                 |                              |
| 246                | 5月25日            | 藤本敏史（FUJIWARA）、小林星蘭                                      | 知って驚き！最新子ども事情                             |                              |
| 247                | 6月1日             | 品川祐（品川庄司）、泉麻人                                          | ランキング1位は何区？クイズ東京23区                    |                              |
| 248                | 6月8日             | サバンナ                                                            | 身近な疑問を解決！コレって何のタメ？                   |                              |
| 249                | 6月15日            | 小山慶一郎（NEWS）、ケンドーコバヤシ                                | 知って得する！数の秘密                                 |                              |
| 250                | 6月22日            | 千原ジュニア（千原兄弟）                                            | 身近なギモンを解決！クイズ できる？できない？          |                              |
| 251                | 6月29日            | 丸岡いずみ、桝太一                                                  | 世界に誇る 日本の力！                                  |                              |
| 252                | 7月6日             | 篠山輝信                                                            | 聞いてビックリ！47都道府県の常識・非常識               |                              |
| 253                | 7月13日            | ロバート                                                            | ナラベル3                                              |                              |
| 254                | 7月20日            | 鈴木奈々、上重聡（日本テレビアナウンサー）                          | 見て！食べて！遊んで！夏を100倍楽しむ方法              |                              |
| 255                | 7月27日            |                                                                     | たけしプレゼンツ！夏の補習スペシャル！                 | 総集編のためゲスト講師無し。 |
| 256                | 8月3日             | NON STYLE                                                           | こんなにあった！あなたの知らない意外なルール！         |                              |
| 257                | 8月10日            | はなわ、塙宣之、磯崎三喜年                                          | 生まれ順で分かる！兄弟性格分析クイズ                   |                              |
| 258                | 8月17日            | 川島明（麒麟）、馬と魚                                              | 聞いてビックリ！知られざる音の世界                     |                              |
| 259                | 8月24日            | 綾部祐二（ピース）、石原新菜                                        | 夏バテ対策もバッチリ！疲労回復の新常識                 |                              |
| 260                | 9月7日             | パックン、岡本圭人                                                  | 今からでも遅くない！英会話のススメ                     |                              |
| 261                | 9月14日            | ケンドーコバヤシ、村本大輔（ウーマンラッシュアワー）                | オンナが知らないオトコの秘密                           |                              |
| 262                | 9月21日            | バカリズム、ヒロ杉山                                                | あーっと驚く！アートの世界                             |                              |
| 263                | 9月28日            | サバンナ                                                            | 街角100人アンケート！あなたはどっち派？                |                              |
| 264                | 10月5日            | 土田晃之                                                            | 一度は行きたい！大人気バスツアー〜行楽の秋編〜         |                              |
| 265                | 10月12日           | 大久保佳代子（オアシズ）、ヒロ杉山                                  | オトコが知らないオンナの秘密                           |                              |
| 266                | 10月19日           | ドランクドラゴン                                                    | 身近な疑問を解決！これって何のタメ？                   |                              |
| 267                | 11月2日            | スギちゃん、山崎まゆみ                                              | 紅葉シーズン到来！達人に学ぶ！！今すぐ行きたくなる温泉 |                              |
| 268                | 11月9日            | 千原ジュニア                                                        | 身近なギモンを解決！クイズ できる？できない？          |                              |
| 269                | 11月16日           | 原口あきまさ、みかん、花香よしあき                                  | ナラベル3                                              |                              |
| 270                | 11月23日           | 村上知子（森三中）、吉村崇（平成ノブシコブシ）                      | 暮らしが豊かになる！時短のススメ！                     |                              |
| 271                | 11月30日           | アンジャッシュ                                                      | アレの始まり徹底研究！ルーツ学                         |                              |
| 272                | 12月7日            | 篠山輝信                                                            | 聞いてビックリ！47都道府県の常識・非常識               |                              |
| 273                | 12月14日           | バカリズム、ざわちん                                                | 不思議だらけの視覚の世界                               |                              |
| 274                | 12月21日           | 島田秀平、魚ちゃん                                                  | 占いでわかる！2015年の運気を上げる方法！！             |                              |

| 2015年（平成27年） | 2015年（平成27年） | 2015年（平成27年）                                         | 2015年（平成27年）                                 | 2015年（平成27年）           |
| 回                 | 放送日             | 講師役ゲスト                                               | 講義テーマ                                         | 備考                         |
| ------------------ | ------------------ | ---------------------------------------------------------- | -------------------------------------------------- | ---------------------------- |
| 275                | 1月11日            | 長野博（V6）、井上裕介（NON STYLE）                        | 身も心もポッカポカ♥冬の絶品鍋                      |                              |
| 276                | 1月18日            | 山田涼介                                                   | 山田涼介完全監修！冬の抜き打ちテスト！             |                              |
| 277                | 1月25日            | 土田晃之                                                   | 知って驚き！名前の雑学                             |                              |
| 278                | 2月1日             | SHELLY、岡本圭人（Hey! Say! JUMP）                         | 今からでも遅くない！？英会話のススメ               |                              |
| 279                | 2月8日             | 林家たい平、住友淑恵（マナー研究家）                       | 知らないと恥ずかしい！大人の常識                   |                              |
| 280                | 2月15日            | 中川家                                                     | 聞いてびっくり！知られざる音の世界                 |                              |
| 281                | 2月22日            | 博多華丸・大吉                                             | 世界に誇る日本の力！                               |                              |
| 282                | 3月1日             | 川島明（麒麟）、小山慶一郎（NEWS）                         | 身近な疑問を解決！これって何のため？               |                              |
| 283                | 3月8日             | 小林星蘭、青木源太（日本テレビアナウンサー）               | 知って驚き！最新子ども事情                         |                              |
| 284                | 3月15日            | ピース                                                     | 流行で時代が見えてくる 日本人のオシャレを学ぶ      |                              |
| 285                | 3月22日            | 高橋茂雄（サバンナ）、桝太一（日本テレビアナウンサー）     | オンナが知らないオトコの秘密                       |                              |
| 286                | 3月29日            |                                                            | 祝6周年！爆笑シーンBEST30                          | 総集編のためゲスト講師無し。 |
| 287                | 4月5日             | はるな愛、佐藤かよ                                         | まだまだ知らない！おネエの世界                     |                              |
| 288                | 4月12日            | 藤本美貴、田向健一（田園調布動物病院 院長）                | 聞いて驚き！最新ペット事情                         |                              |
| 289                | 4月19日            | 北斗晶、鈴木奈々                                           | 主婦を100倍楽しむ方法                              |                              |
| 290                | 4月26日            | 篠山輝信                                                   | 聞いてびっくり！47都道府県の常識非常識             |                              |
| 291                | 5月3日             | 中川礼二（中川家）、久野知美                               | マニアじゃなくてもハマる鉄道の世界！               |                              |
| 292                | 5月10日            | 千原ジュニア                                               | 身近なギモンを解決！クイズ できる？できない？      |                              |
| 293                | 5月17日            | いとうあさこ、マギー                                       | 新旧比べて新発見！何でも今昔                       |                              |
| 294                | 5月24日            | 中川家、磯崎三喜年（国際基督教大学教授）                   | 生まれ順でわかる！兄弟性格分析クイズ               |                              |
| 295                | 5月31日            | 品川祐（品川庄司）、泉麻人                                 | ランキング1位は何区？東京23区                      |                              |
| 296                | 6月7日             | NON STYLE                                                  | あなたの知らない意外なルール                       |                              |
| 297                | 6月14日            | 千原ジュニア                                               | 修学旅行in広島 （前編）                            |                              |
| 298                | 6月21日            | 千原ジュニア                                               | 修学旅行in広島 （後編）                            |                              |
| 299                | 6月28日            | 綾部祐二（ピース）、泉麻人                                 | クイズ！虫食いランキング！                         |                              |
| 300                | 7月5日             | パックン（パックンマックン）、岡本圭人（Hey! Say! JUMP）   | 話せないのは時代遅れ！？英会話のススメ             |                              |
| 301                | 7月12日            |                                                            | 祝300回記念 J組MVPは誰だ！？                       | 記念回のためゲスト講師無し。 |
| 302                | 7月19日            | バカリズム                                                 | あーっと驚く！アートの世界                         |                              |
| 303                | 7月26日            | 井戸田潤（スピードワゴン）、椿鬼奴                         | 成功と失敗から学ぶ！結婚の光と影                   |                              |
| 304                | 8月2日             | 高橋茂雄（サバンナ）、藤田尚弓（コミュニケーション研究家） | 幸せコミュニケーション術                           |                              |
| 305                | 8月9日             | ケンドーコバヤシ、川田裕美                                 | 年収ビンゴ                                         |                              |
| 306                | 8月16日            | 長野博（V6）、石原 新菜（イシハラクリニック副院長）        | クイズ栄養満点！100倍元気になる方法                |                              |
| 307                | 8月30日            | 春日俊彰（オードリー）、上重聡（日本テレビアナウンサー）   | 世界に誇る日本の力                                 |                              |
| 308                | 9月6日             |                                                            | 平愛梨プレゼンツ！使える知識総復習SP               |                              |
| 309                | 9月13日            | 篠山輝信                                                   | クイズ！聞いてビックリ！47都道府県の常識・非常識   |                              |
| 310                | 9月20日            | 青木源太（日本テレビアナウンサー）、中川家礼二             | 1位と2位を予想せよ！スク革ダービー！               |                              |
| 311                | 9月27日            | 高橋茂雄（サバンナ）、金田朋子                             | 不思議がいっぱい音の世界                           |                              |
| 312                | 10月4日            | 伊野尾慧（Hey! Say! JUMP）、川島明（麒麟）                 | 知ってビックリ！建物のスゴイ秘密                   |                              |
| 313                | 10月11日           | 加藤シゲアキ（NEWS）、町田健（名古屋大学教授）             | 日本人が知らない！正しい日本語                     |                              |
| 314                | 10月18日           | ロッチ                                                     | クイズ虫食いランキング                             |                              |
| 315                | 11月1日            | ケンドーコバヤシ、笹崎里菜（日本テレビアナウンサー）       | 知って驚き！名前の雑学                             |                              |
| 316                | 11月8日            | 林家たい平、住友淑恵(すみともよしえ)（マナー研究家）       | 知らないと恥ずかしい 大人の常識クイズ！            |                              |
| 317                | 11月22日           | 藤本敏史（FUJIWARA）、八乙女光（Hey!Say!JUMP）             | コレがリアルな日本の家族                           |                              |
| 318                | 11月29日           | 向井慧（パンサー）、マギー                                 | 流行りで時代が見えてくる！日本人のオシャレを学ぶ！ |                              |
| 319                | 12月6日            | 千原ジュニア                                               | 気になる疑問を解決！できるできない                 |                              |
| 320                | 12月13日           | おのののか、田向健一（田園調布動物病院院長）               | ニャンとビックリ！最新ペット事情！                 |                              |
| 321                | 12月20日           | 青木源太（日本テレビアナウンサー）                         | 2015年J組通信簿                                    |                              |
| 322                | 12月27日           | 島田秀平、びびこイスカンダル                               | 年末恒例「占い」の授業！                           |                              |

| 2016年（平成28年） | 2016年（平成28年） | 2016年（平成28年）                                                   | 2016年（平成28年）                               | 2016年（平成28年）              |
| 回                 | 放送日             | 講師役ゲスト                                                         | 講義テーマ                                       | 備考                            |
| ------------------ | ------------------ | -------------------------------------------------------------------- | ------------------------------------------------ | ------------------------------- |
| 323                | 1月10日            | 高橋茂雄（サバンナ）、辻岡義堂（日本テレビアナウンサー）             | アナタも通いたくなる！最新大学事情！             |                                 |
| 324                | 1月17日            | パックン（パックンマックン）、岡本圭人（Hey! Say! JUMP）             | 今からでも遅くない！？英会話のススメ             |                                 |
| 325                | 1月24日            | 大久保佳代子（オアシズ）、尾崎里紗（日本テレビアナウンサー）         | オトコが知らないオンナの秘密                     |                                 |
| 326                | 1月31日            | ケンドーコバヤシ、メンタリストDaiGo                                  | 絶対に役に立つ！心理学                           |                                 |
| 327                | 2月7日             | はるな愛、佐藤かよ                                                   | とっても奥深い！おネエの世界                     |                                 |
| 328                | 2月14日            | 劇団ひとり、畑下由佳（日本テレビアナウンサー）                       | 日本人の感覚調査！コレってNG！？                 |                                 |
| 329                | 2月21日            | ロッチ                                                               | クイズ！虫食いランキング                         |                                 |
| 330                | 3月6日             | 木根尚登、高橋茂雄（サバンナ）                                       | 不思議がいっぱい音の世界                         |                                 |
| 331                | 3月13日            | 篠山輝信                                                             | クイズ！聞いてビックリ！47都道府県の常識・非常識 |                                 |
| 332                | 3月20日            | 中川礼二（中川家）、クリス松村                                       | 最新交通事情                                     |                                 |
| 333                | 3月27日            | NON STYLE、本田望結                                                  | 最新子ども事情                                   |                                 |
| 334                | 4月3日             | 千原ジュニア（千原兄弟）                                             | 意外と知らなかった！こんな日本一！               |                                 |
| 335                | 4月10日            | 西尾由佳理、金田一秀穂（言語学者）                                   | 日本人が知らない！正しい日本語                   |                                 |
| 336                | 4月17日            | 山崎弘也（アンタッチャブル）                                         | ザキヤマ全面プロデュース！春の抜き打ちテストSP   |                                 |
| 337                | 4月24日            | マギー、斎藤司（トレンディエンジェル）                               | 日本人のオシャレを学ぶ                           |                                 |
| 338                | 5月1日             | 天野ひろゆき（キャイ〜ン）、鈴木あすな                               | クイズ栄養満点！100倍元気になる方法！            |                                 |
| 339                | 5月8日             | バカリズム、杉原厚吉（明治大学 特任教授）                            | あなたもダマされる！視覚のフシギ                 |                                 |
| 340                | 5月15日            | 小籔千豊、渡辺直美                                                   | 今すぐ使える！写真を100倍楽しむ方法              |                                 |
| 341                | 5月22日            | 青木源太（日本テレビアナウンサー）、上重聡（日本テレビアナウンサー） | 勝つのはどっち？ライバル対決                     |                                 |
| 342                | 5月29日            | 千原ジュニア、磯崎三喜年                                             | 生まれた順で分かる兄弟性格分析クイズ             |                                 |
| 343                | 6月5日             | 高橋みなみ、田向健一                                                 | ニャンとびっくり！最新ペット事情                 |                                 |
| 344                | 6月12日            | 岡本圭人（Hey!Say!JUMP）、パックン（パックンマックン）               | 今からでも遅くない？英会話ススメ                 |                                 |
| 345                | 6月19日            | 水道橋博士、横澤夏子                                                 | クイズ！平成プレイバック                         |                                 |
| 346                | 6月26日            | 渡部建（アンジャッシュ）                                             | 暮らしに役立つビンゴHOW TO                       |                                 |
| 347                | 7月3日             |                                                                      | J組新入生発表SP                                  |                                 |
| 348                | 7月10日            | 藤本敏史（FUJIWARA）、金子賢                                         | オンナが知らないオトコの秘密                     |                                 |
| 349                | 7月17日            | 土田晃之、岩本乃蒼（日本テレビアナウンサー）                         | 大公開！テレビの裏側ぜんぶ見せます！             |                                 |
| 350                | 7月24日            | ケンドーコバヤシ、木根尚登                                           | 不思議がいっぱい♪音の世界                        |                                 |
| 351                | 7月31日            | 川島明（麒麟）、NANA（MAX）                                          | みんなハッピーになれる❤︎イマドキ結婚事情          |                                 |
| 352                | 8月7日             | はるな愛、ゆしん                                                     | まだまだ知らない！オネエの世界                   |                                 |
| 353                | 8月14日            | 高橋茂雄（サバンナ）、石原新菜（イシハラクリニック副院長）           | こんなにスゴイ！？イマドキ病院事情               |                                 |
| 354                | 8月21日            | ハリセンボン                                                         | クイズ！ルールブック                             |                                 |
| 355                | 9月4日             | 田中直樹（ココリコ）、猿渡俊郎（東京大学大気海洋研究所 助教）        | 知ってビックリ！海の生き物                       |                                 |
| 356                | 9月11日            | 劇団ひとり、畑下由佳（日本テレビアナウンサー）                       | 日本人の感覚調査！コレってNG！？                 |                                 |
| 357                | 9月18日            | 千原ジュニア                                                         | クイズ！虫食いランキング                         |                                 |
| 358                | 9月25日            | 伊野尾慧（Hey! Say! JUMP）、向井慧（パンサー）                       | 知れば暮らしが豊かになる！建物の秘密             |                                 |
| 359                | 10月2日            |                                                                      | J組 課外授業！                                   |                                 |
| 360                | 10月9日            |                                                                      | スクール革命！心に残る名言集                     |                                 |
| 361                | 10月16日           | NON STYLE、吉田麻子（料理研究家）、北出恭子（温泉アナリスト）        | 超豪華！3本立て授業                              |                                 |
| 362                | 10月23日           |                                                                      | スクール大革命！ J組がハッピーサプライズSP!      | 11：45 - 13：15の90分拡大放送。 |
| 363                | 11月6日            | 篠山輝信、                                                           | 旬が満載！新発見！47都道府県クイズ！             |                                 |
| 364                | 11月20日           | 高橋茂雄（サバンナ）、柳家花緑（落語家）、中村米吉（歌舞伎）         | 知ると100倍楽しくなる！日本伝統芸能スペシャル    |                                 |
| 365                | 11月27日           | ピース                                                               | クイズ！キッカケは何！？                         |                                 |
| 366                | 12月4日            | ハリセンボン                                                         | クイズ！小学校で習うこと                         |                                 |
| 367                | 12月11日           | 岡本圭人（Hey!Say!JUMP）、パックン（パックンマックン）               | 今からでも遅くない!?英会話の進め                 |                                 |
| 368                | 12月18日           | ぺこ&りゅうちぇる                                                    | ファンションリーダーから学ぶ！最新オシャレ事情   |                                 |
| 369                | 12月25日           | 島田秀平、魚ちゃん                                                   | 占いで分かる！2017年の運気を上げる方法           |                                 |

| 2017年（平成29年） | 2017年（平成29年） | 2017年（平成29年）                                                           | 2017年（平成29年）                                                                            | 2017年（平成29年）           |
| 回                 | 放送日             | 講師役ゲスト                                                                 | 講義テーマ                                                                                    | 備考                         |
| ------------------ | ------------------ | ---------------------------------------------------------------------------- | --------------------------------------------------------------------------------------------- | ---------------------------- |
| 370                | 1月8日             | 高橋真麻、小山圭介（ダイエットトレーナー）                                   | 正月太りをぶっ飛ばせ！最新ダイエット2017                                                      |                              |
| 371                | 1月15日            | 陣内智則                                                                     | アレって何だっけ？あいまい記憶クイズ！                                                        |                              |
| 372                | 1月22日            |                                                                              | 神ってる名シーンTOP20                                                                         | 総集編のためゲスト講師無し。 |
| 373                | 1月29日            | 向井慧（パンサー）、田辺晋太郎（肉マイスター）、柳生九兵衛（回転寿司探究家） | 最強2本立て！焼肉＆寿司SP                                                                     |                              |
| 374                | 2月5日             | 古坂大魔王、新妻聖子                                                         | 不思議がいっぱい！音の世界                                                                    |                              |
| 375                | 2月12日            | 大久保佳代子（オアシズ）、岩本乃蒼アナ、平愛梨                               | 女ゴコロが一番わかっているのは誰？クイズ！これが女の本音！                                    |                              |
| 376                | 2月19日            | 高橋茂雄（サバンナ）、関有美子（1時間目）、高橋栄里（2時間目）               | 美しく健康でいたい！歯＆髪SP                                                                  |                              |
| 377                | 3月5日             | 千鳥、インパルス、鈴木奈々                                                   | 2週ぶち抜き特別課外授業！日本一の企業に潜入SP                                                 |                              |
| 378                | 3月12日            | 千鳥、鈴木奈々                                                               | 2週連続ぶち抜き企画!J組課外授業で様々な日本一に潜入ロケ!JUMPがあの大人気豪華客船「飛鳥II」へ! |                              |
| 379                | 3月19日            | サンドウィッチマン、住吉美紀、涼風花                                         | あなたも自宅で簡単チャレンジ!今大人気の習い事・美文字&ヨガ!                                   |                              |
| 380                | 3月26日            | 千鳥、有岡大貴（Hey! Say! JUMP）、フォーリンデブはっしー                     | 空欄を当てろ!クイズ虫食いランキング! 理想の上司ランキング 男子の胸キュン行動ランキング        |                              |
| 381                | 4月2日             | 向井慧（パンサー）、チャーリィ古庄                                           | 今、駅&空港がアツイ!                                                                          |                              |
| 382                | 4月9日             | 陣内智則                                                                     | 今、御朱印がブーム!身近にあるけど意外と知らないお寺と神社の秘密教えます!                      |                              |
| 383                | 4月16日            | 千鳥                                                                         | メンバー揃って長崎へ修学旅行!地元テレビ生放送に乱入!（前編）                                  |                              |
| 384                | 4月23日            | 千鳥                                                                         | 長崎へメンバー揃って上陸!ハウステンボスで大パニック!（後編）                                  |                              |
| 385                | 4月30日            | 劇団ひとり、畑下由佳（日本テレビアナウンサー）                               | クイズ! 意外に知らないあの中身!                                                               |                              |
| 386                | 5月7日             | 川島明（麒麟）、菅未里                                                       | 大人でも楽しめる! 文房具&おもちゃスペシャル                                                   |                              |
| 387                | 5月14日            | ケンドーコバヤシ、アイスマン福留                                             | 必見!大人気ケーキ&アイスSP!                                                                   |                              |
| 388                | 5月21日            |                                                                              | 先生登場300人突破記念! ベストオブ先生大発表SP!                                                | 総集編のためゲスト講師無し。 |
| 389                | 5月28日            | 河北麻友子、青木源太（日本テレビアナウンサー）                               | マイル争奪! クイズ世界の新常識!                                                               |                              |
| 390                | 6月4日             | 加藤夏希、岩井勇気（ハライチ）                                               | 日本が世界に誇るアニメの世界!                                                                 |                              |
| 391                | 6月11日            | 滝沢秀明、品川祐（品川庄司）                                                 | クイズ! 山手線で途中下車                                                                      |                              |
| 392                | 6月18日            | 渡部建（アンジャッシュ）                                                     | クイズ! きっかけはなに?                                                                       |                              |
| 393                | 6月25日            | 千原ジュニア、アキラ100%                                                     | クイズできる?できない?                                                                        |                              |
| 394                | 7月2日             | 伊藤一朗（Every Little Thing）、川島明（麒麟）                               | 不思議がいっぱい! 音の世界                                                                    |                              |
| 395                | 7月9日             | 陣内智則                                                                     | あいまい記憶クイズ! アレって何だっけ?                                                         |                              |
| 396                | 7月16日            | 高橋茂雄（サバンナ）                                                         | 驚きの情報満載!あなたも通いたくなる最新大学事情                                               |                              |
| 397                | 7月23日            | 田中直樹（ココリコ）、千鳥                                                   | この夏家族揃って行きたい動物園&水族館を大特集!                                                |                              |
| 398                | 7月30日            | 藤本敏史（FUJIWARA）、武尊                                                   | 女性の方必見!「オトコの秘密」大特集!                                                          |                              |
| 399                | 8月6日             | 井戸田潤（スピードワゴン）、石神秀幸                                         | 激ウマラーメン&パスタSP                                                                       |                              |
| 400                | 8月13日            | 内山信二、寺田心                                                             | 知って驚き! イマドキ子ども事情!                                                               |                              |
| 401                | 8月20日            | 青山テルマ、村本大輔（ウーマンラッシュアワー）                               | 秋を先取り! 必見・最新オシャレ事情! 青山テルマがサマンサタバサ本社潜入!                       |                              |
| 402                | 9月3日             |                                                                              | 祝!放送開始400回記念!永久保存版・J組メンバーのベスト1＆ワースト3 名場面大公開SP!              | 記念回のためゲスト講師無し。 |
| 403                | 9月10日            | 向井慧（パンサー）、大竹真一郎（医師）                                       | クイズ・誰もが気になる体の不思議!                                                             |                              |
| 404                | 9月17日            | バカリズム、杉原厚吉                                                         | 視覚の不思議                                                                                  |                              |
| 405                | 9月24日            | 千原ジュニア、篠原菊紀（脳科学者）                                           | 今からでも遅くない!天才の育て方!                                                              |                              |
| 406                | 10月1日            | 土田晃之                                                                     | 新企画!クイズ!ぴったり何歳?                                                                   |                              |
| 407                | 10月8日            | 千鳥                                                                         | クイズ! きっかけは何!?                                                                        |                              |
| 408                | 10月15日           | はるな愛、ぺえ、銀シャリ                                                     | 楽しいオネエの世界を大特集!                                                                   |                              |
| 409                | 10月22日           | 椿鬼奴、佐藤満春、さわけん、松永武                                           | 気になる水回り! 2本立てSP                                                                     |                              |
| 410                | 11月5日            | 河北麻友子、青木源太（日本テレビアナウンサー）                               | マイル争奪! クイズ世界の新常識                                                                |                              |
| 411                | 11月19日           | ロッチ、滝沢カレン                                                           | クイズ・虫食いランキング！                                                                    |                              |
| 412                | 11月26日           | 陣内智則                                                                     | 言われると確かに気になるその後どうなる?                                                       |                              |
| 413                | 12月3日            | 銀シャリ、トータルテンボス                                                   | 知ってびっくり! クイズ2017年ニュースの裏側!                                                   |                              |
| 414                | 12月10日           | 阿佐ヶ谷姉妹、品川祐（品川庄司）                                             | クイズ! 中央総武線で途中下車                                                                  |                              |
| 415                | 12月17日           | 山本博（ロバート）、U字工事、カミナリ                                        | 見れば行きたくなる! 群馬栃木茨城の魅力!                                                       |                              |

| 2018年（平成30年） | 2018年（平成30年） | 2018年（平成30年）                                                     | 2018年（平成30年）                                      | 2018年（平成30年）           |
| 回                 | 放送日             | 講師役ゲスト                                                           | 講義テーマ                                              | 備考                         |
| ------------------ | ------------------ | ---------------------------------------------------------------------- | ------------------------------------------------------- | ---------------------------- |
| 416                | 1月7日             |                                                                        | 空前絶後の驚き知識ベスト20                              | 総集編のためゲスト講師無し。 |
| 417                | 1月14日            | パックン（パックンマックン）、岡本圭人（Hey! Say! JUMP）               | 今からでも遅くない!? 英会話のススメ                     |                              |
| 418                | 1月21日            | 井戸田潤（スピードワゴン）                                             | クイズ!ぴったり何歳!?                                   |                              |
| 419                | 1月28日            | 高橋茂雄（サバンナ）、山田コンペー、ミキ                               | 知って驚き!お仕事大図鑑!!                               |                              |
| 420                | 2月4日             | 横澤夏子、通山茂之                                                     | 今すぐ行きたくなる! ファミレスの秘密                    |                              |
| 421                | 2月18日            | カズレーザー（メイプル超合金）、尾形貴弘（パンサー）                   | 日本人の感覚調査! これってNG!?                          |                              |
| 422                | 2月25日            | NONSTYLE                                                               | あなたの知らない意外なルール                            |                              |
| 423                | 3月4日             | 陣内智則、友加里、梶田泉                                               | みんな大好き! たまご＆チーズSP!                         |                              |
| 424                | 3月11日            | 川島明（麒麟）                                                         | クイズ! ダイナリーショウナリー                          |                              |
| 425                | 3月18日            | 古坂大魔王、徳永ゆうき、伊藤一朗（Every Little Thing）、アナログタロウ | 日本人が愛する音楽を学ぼう! 演歌＆ロックSP              |                              |
| 426                | 3月25日            | 藤本敏史（FUJIWARA）、SHIORI、室谷真由美（ビューティーフード研究家）   | 女性必見! 美と健康のサラダ＆スープ                      |                              |
| 427                | 4月1日             | ノブ（千鳥）、魚ちゃん                                                 | スクール革命! 心に残る名言BEST15                        |                              |
| 428                | 4月8日             | 田中直樹（ココリコ）、大坪覚（フリーライター）                         | 今すぐ行きたい! 日本の植物館                            |                              |
| 429                | 4月15日            | 住吉美紀、品川祐（品川庄司）                                           | クイズ! 東横線で途中下車!!                              |                              |
| 430                | 4月22日            | おおたとしまさ、バイきんぐ                                             | 一度は通ってみたい! 全国学校大図鑑                      |                              |
| 431                | 4月29日            | 千鳥                                                                   | 47都道府県クイズ!                                       |                              |
| 432                | 5月6日             | メイプル超合金                                                         | お腹ペコペコどっちがお好み焼き? 焼き物VS揚げ物          |                              |
| 433                | 5月13日            | 川島明（麒麟）、チョコレートプラネット、ゴー☆ジャス                    | 絶対に行きたくなるすごい専門店                          |                              |
| 434                | 5月20日            | ジャングルポケット                                                     | クイズ! 東京23区                                        |                              |
| 435                | 5月27日            | 千原ジュニア                                                           | 気になる疑問を解説! クイズできる?できない?              |                              |
| 436                | 6月3日             | 高橋茂雄（サバンナ）                                                   | みんな大好き! お菓子の秘密SP                            |                              |
| 437                | 6月10日            | スピードワゴン                                                         | 修学旅行スペシャル第8弾in千葉・房総 前半                |                              |
| 438                | 6月17日            | スピードワゴン                                                         | 修学旅行スペシャル第8弾in千葉・房総 後半                |                              |
| 439                | 6月24日            | 手越祐也（NEWS）、郡司恭子（日本テレビアナウンサー）                   | 世界に誇る! 日本の力                                    |                              |
| 440                | 7月1日             | 井戸田潤（スピードワゴン）、福島善成（ガリットチュウ）                 | アレって何だっけ? あいまい記憶クイズ!                   |                              |
| 441                | 7月8日             | 吉村崇（平成ノブシコブシ）                                             | クイズ! ぴったり何歳?                                   |                              |
| 442                | 7月15日            | カミナリ                                                               | 今すぐ行きたい! 人気チェーン店の秘密SP                  |                              |
| 443                | 7月22日            | 井上裕介（NONSTYLE）、青山テルマ                                       | 不思議がいっぱい音の世界                                |                              |
| 444                | 7月29日            |                                                                        | スクール革命!的二刀流! ハプニングシーン＆未公開シーンSP | 総集編のためゲスト講師無し。 |
| 445                | 8月5日             | 高橋茂雄（サバンナ）、森田豊                                           | 食べ物のウワサ                                          |                              |
| 446                | 8月12日            | 川島明（麒麟）                                                         | 大きいのはどっち? クイズダイナリー・ショウナリー        |                              |
| 447                | 8月19日            | 渡部建（アンジャッシュ）、アナログタロウ                               | クイズなるほど! キャッチコピー!                         |                              |
| 448                | 9月2日             | 陣内智則                                                               | あなたは気づいてた? 実はなくなったもの                  |                              |
| 449                | 9月9日             | 若槻千夏、ヒデ（ペナルティ）                                           | 関東3位はどっち? 埼玉県VS千葉県                         |                              |
| 450                | 9月16日            | 向井慧（パンサー）、山田コンペー、ガリットチュウ                       | みんなの知らないお仕事SP                                |                              |
| 451                | 9月23日            | 森三中、かまいたち                                                     | 魅惑の食べ放題SP                                        |                              |
| 452                | 9月30日            | サバンナ                                                               | クイズ! ごめんなさい                                    |                              |
| 453                | 10月7日            | 井戸田潤（スピードワゴン）、宇田川勝司                                 | 日本の1日                                               |                              |
| 454                | 10月14日           | 銀シャリ、吉田結衣（THIS IS パン）、西島豊造（お米マイスター）         | 毎日食べたい!クイズ! パン＆ライス!                      |                              |
| 455                | 10月21日           |                                                                        | 街角素人さん傑作選SP                                    |                              |
| 456                | 11月4日            | 三四郎                                                                 | クイズ! 虫食いランキング                                |                              |
| 457                | 11月11日           | 向井慧（パンサー）                                                     | メイキング映像クイズ★できるのな〜に?                    |                              |
| 458                | 11月18日           | 安藤なつ（メイプル超合金）、横澤夏子                                   | あなたはどっち? 甘辛街角総選挙                          |                              |
| 459                | 11月25日           | ゆりやんレトリィバァ、市來玲奈（日本テレビアナウンサー）               | オトコが知らないオンナの秘密                            |                              |
| 460                | 12月2日            | かまいたち                                                             | 今と昔で大違い! 最初はどうだった?                       |                              |
| 461                | 12月9日            | チョコレートプラネット                                                 | クイズ! 平成プレイバック                                |                              |
| 462                | 12月16日           | ジャングルポケット                                                     | クイズ! 東京23区                                        |                              |
| 463                | 12月23日           | 島田秀平、魚ちゃん                                                     | 占いでわかる! 2019年の運気を上げる方法                  |                              |

| 2019年（平成31年→令和元年） | 2019年（平成31年→令和元年） | 2019年（平成31年→令和元年）                                                             | 2019年（平成31年→令和元年）                                  | 2019年（平成31年→令和元年）                                     |
| 回                          | 放送日                      | 講師役ゲスト                                                                            | 講義テーマ                                                   | 備考                                                            |
| --------------------------- | --------------------------- | --------------------------------------------------------------------------------------- | ------------------------------------------------------------ | --------------------------------------------------------------- |
| 464                         | 1月6日                      | 森三中、青山テルマ、千鳥                                                                | 半端ない名シーンSP                                           |                                                                 |
| 465                         | 1月13日                     | バイきんぐ                                                                              | 冬の魅力満載! 鍋＆温泉SP                                     |                                                                 |
| 466                         | 1月20日                     | 銀シャリ、望月理恵子（管理栄養士）                                                      | 食材を集めて料理を作れ! クイズ!食べ物のヒミツ                |                                                                 |
| 467                         | 1月27日                     | ハリー杉山、ジェシー（SixTONES）                                                        | 今からでも遅くない! 英会話のススメ!                          |                                                                 |
| 468                         | 2月3日                      | 渡辺直美、向井慧（パンサー）                                                            | メイキング映像クイズ! できるのな〜に?                        |                                                                 |
| 469                         | 2月10日                     | ダイアン                                                                                | クイズ! 田園都市線で途中下車!                                |                                                                 |
| 470                         | 2月17日                     | 吉村崇（平成ノブシコブシ）                                                              | クイズ★ジャナ〜イ                                            |                                                                 |
| 471                         | 2月24日                     | 霜降り明星                                                                              | クイズ! できる?できない?                                     |                                                                 |
| 472                         | 3月10日                     |                                                                                         | スクール革命!ヒストリー 10年間の爆笑名シーン振り返りSP       |                                                                 |
| 473                         | 3月24日                     |                                                                                         | スクール革命!10周年記念 緊急10大発表SP                       |                                                                 |
| 474                         | 3月31日                     | 品川庄司                                                                                | 初心に帰ろう! バラエティー学 2019                            |                                                                 |
| 475                         | 4月7日                      | 陣内智則                                                                                | クイズ! ぴったり何歳!?                                       |                                                                 |
| 476                         | 4月14日                     | ナイツ                                                                                  | クイズ!教えて!人生の大先輩                                   | 高地優吾欠席のため、阿佐ヶ谷姉妹が生徒として出演。              |
| 477                         | 4月21日                     | 銀シャリ                                                                                | 金額予想クイズ! ぴったりハウマッチ                           |                                                                 |
| 478                         | 4月28日                     | コロコロチキチキペッパーズ                                                              | クイズ! 街角カミングアウト                                   |                                                                 |
| 479                         | 5月5日                      | ジェシー（SixTONES）、青木源太（日本テレビアナウンサー）                                | 和食VS洋食〜春の陣!〜                                        |                                                                 |
| 480                         | 5月12日                     | 川島明（麒麟）                                                                          | 昔の写真 バック・トゥ・ザ・ピクチャー                        |                                                                 |
| 481                         | 5月19日                     | 井戸田潤（スピードワゴン）                                                              | 人気の職業丸わかり! お仕事大図鑑                             |                                                                 |
| 482                         | 5月26日                     | 吉村崇（平成ノブシコブシ）                                                              | 虫食いランキング                                             |                                                                 |
| 483                         | 6月2日                      | 向井慧（パンサー）                                                                      | アレって何だっけ? あいまい記憶クイズ!                        |                                                                 |
| 484                         | 6月9日                      | カミナリ、小林麻利子（睡眠インストラクター）                                            | 正しい寝方で健康に! 快眠のススメ                             |                                                                 |
| 485                         | 6月16日                     | 霜降り明星、池田美優                                                                    | イマドキ女子高生                                             |                                                                 |
| 486                         | 6月23日                     | 飯尾和樹（ずん）                                                                        | 聞いてビックリ! 新発見! 47都道府県クイズ!                    |                                                                 |
| 487                         | 6月30日                     |                                                                                         | 令和はどこに行く?! スクール革命! 修学旅行の思い出スペシャル! | 2009年 - 2018年分に行われた修学旅行の総集編がまとめてOAされた。 |
| 488                         | 7月7日                      | ヒャダイン、市來玲奈（日本テレビアナウンサー）                                          | 不思議がいっぱい! 音の世界                                   |                                                                 |
| 489                         | 7月14日                     | 陣内智則                                                                                | 大きいのはどっち? クイズダイナリーショウナリー               |                                                                 |
| 490                         | 7月21日                     | 藤本敏史（FUJIWARA）、今泉忠明（動物学者）                                              | 驚き! 知られざる生き物の世界                                 |                                                                 |
| 491                         | 7月28日                     | なすなかにし                                                                            | 新発見! こんなマニュアルあったんだ                           |                                                                 |
| 492                         | 8月4日                      | パンサー                                                                                | 宿命のライバル対決! 牛VS豚VS鳥                               |                                                                 |
| 493                         | 8月11日                     | 品川祐（品川庄司）                                                                      | あなたの脳が試される! 10秒脳チャレ!                          |                                                                 |
| 494                         | 8月18日                     | なすなかにし                                                                            | クイズ! キッカケは何!?                                       |                                                                 |
| 495                         | 9月1日                      | チョコレートプラネット                                                                  | オンナが知らない オトコの秘密!                               |                                                                 |
| 496                         | 9月8日                      | はなわ、村山輝星                                                                        | イマドキ子ども事情                                           |                                                                 |
| 497                         | 9月15日                     | ハマカーン                                                                              | クイズ! 銀座線で途中下車!                                    |                                                                 |
| 498                         | 9月22日                     | さらば青春の光、石川温（スマホジャーナリスト）                                          | 知らなきゃ損! スマホ最新事情!!                               |                                                                 |
| 499                         | 9月29日                     | 川島明（麒麟）                                                                          | 昔の写真! バック・トゥ・ザ・ピクチャー!                      |                                                                 |
| 500                         | 10月6日                     | 青木源太（日本テレビアナウンサー）、窪咲子（旅行ライター） 、リリー（格安旅行ブロガー） | 世界一周した女たち!                                          |                                                                 |
| 501                         | 10月20日                    |                                                                                         | スクール革命・祝500回! あの人気スターがお祝いSP!             | 記念回のためゲスト講師無し。                                    |
| 502                         | 11月3日                     | 井上裕介（NONSTYLE）                                                                    | クイズ! ぴったり何歳!?                                       |                                                                 |
| 503                         | 11月10日                    | 太田博久（ジャングルポケット）                                                          | あなたの脳が試される! 10秒脳チャレ!                          |                                                                 |
| 504                         | 11月17日                    | 陣内智則                                                                                | 深すぎる! マニアだけが知っている                             |                                                                 |
| 505                         | 11月24日                    | Mr.シャチホコ、りんごちゃん、岩田絵里奈（日本テレビアナウンサー）                       | これであなたも人気者! 簡単ものまね講座!                      |                                                                 |
| 506                         | 12月1日                     | かまいたち                                                                              | クイズ! 虫食いランキング                                     |                                                                 |
| 507                         | 12月8日                     | 青木源太（日本テレビアナウンサー）                                                      | 2019年J組通信簿                                              | 12:00-13:00に変更されてOAされた。                               |
| 508                         | 12月15日                    | SHELLY、ジェシー（SixTONES）                                                            | すぐにしゃべりたくなる! 英会話のススメ!                      |                                                                 |
| 509                         | 12月22日                    | なすなかにし                                                                            | 究極の炭水化物バトル! 麺VS飯                                 |                                                                 |

| 2020年（令和2年） | 2020年（令和2年） | 2020年（令和2年）                                                      | 2020年（令和2年）                                    | 2020年（令和2年） |
| 回                | 放送日            | 講師役ゲスト                                                           | 講義テーマ                                           | 備考 |
| ----------------- | ----------------- | ---------------------------------------------------------------------- | ---------------------------------------------------- | --- |
| 510               | 1月12日           | 豊田順子、市來玲奈（日本テレビアナウンサー）                           | クイズ! 世界番付                                     | |
| 511               | 1月19日           | 井上裕介（NONSTYLE）、あっくん                                         | 進化が止まらない!令和の渋谷!                         | |
| 512               | 1月26日           | 向井慧（パンサー）                                                     | クイズ!気になるモノの長さ                            | |
| 513               | 2月2日            | 3時のヒロイン                                                          | クイズ!私の一番な人                                  | |
| 514               | 2月9日            | 井戸田潤（スピードワゴン）、スイーツなかの（スイーツ芸人）             | クイズ! スイーツ9!                                   | |
| 515               | 2月16日           | 森圭介（日本テレビアナウンサー）、鈴木文、歩りえこ（旅行評論家）       | 世界一周した女たち第2弾!                             | |
| 516               | 2月23日           | 品川祐（品川庄司）                                                     | アレって何だっけ!?あいまい記憶クイズ                 | |
| 517               | 3月1日            | 柴田英嗣（アンタッチャブル）                                           | 最強の動物が大集合!動物ナンバーワン図鑑              | |
| 518               | 3月8日            | 銀シャリ、和田明日香（料理研究家）                                     | 豪華料理を目指して食材を集めろ!クイズ!食べ物のヒミツ | |
| 519               | 3月15日           |                                                                        | Ｊ組裁判! ザキヤマ被害者の回SP                       | 特別回のためゲスト講師なし |
| 520               | 3月22日           | さらば青春の光                                                         | 修学旅行第9弾in那須塩原                              | |
| 521               | 3月29日           | さらば青春の光                                                         | 修学旅行第9弾in那須塩原                              | |
| 522               | 4月5日            | 和牛                                                                   | クイズできる?できない?                               | |
| 523               | 4月12日           | 川島明（麒麟）                                                         | クイズ! 9アンサー                                    | |
| 524               | 4月19日           | 武井壮                                                                 | 驚きの知識から伝説まで!スポーツを学ぼうSP!           | |
| 525               | 4月26日           | 吉村崇（平成ノブシコブシ）                                             | 大人もハマる!おもちゃの世界!                         | |
| 526               | 5月3日            |                                                                        | スクール革命ライブラリー!ダイナリーショーナリー      | 新型コロナウイルス感染症の影響により収録が中断されていた為、過去の授業の再放送が行われていた。出演者も内村のみがOP挨拶を行ない、他のメンバーは自宅から日直制で2人ずつ交代にリモート出演をしていた。 |
| 527               | 5月10日           |                                                                        | スクール革命ライブラリー!メイキング映像クイズ        | 新型コロナウイルス感染症の影響により収録が中断されていた為、過去の授業の再放送が行われていた。出演者も内村のみがOP挨拶を行ない、他のメンバーは自宅から日直制で2人ずつ交代にリモート出演をしていた。 |
| 528               | 5月17日           |                                                                        | スクール革命ライブラリー 不思議がいっぱい音の世界    | 新型コロナウイルス感染症の影響により収録が中断されていた為、過去の授業の再放送が行われていた。出演者も内村のみがOP挨拶を行ない、他のメンバーは自宅から日直制で2人ずつ交代にリモート出演をしていた。 |
| 529               | 5月24日           |                                                                        | スクール革命ライブラリー クイズ!ぴったり何歳?        | 新型コロナウイルス感染症の影響により収録が中断されていた為、過去の授業の再放送が行われていた。出演者も内村のみがOP挨拶を行ない、他のメンバーは自宅から日直制で2人ずつ交代にリモート出演をしていた。 |
| 530               | 5月31日           | 小峠英二（バイきんぐ）、ミホ（家事代行マッチングサービス「タスカジ」） | 今こそお家をキレイに!掃除＆洗濯SP                    | 新型コロナウイルス感染症によるメンバーの密接・密集を避けるため、メンバーをスタジオ・リモートによる2班に分けて行なっていた（女子生徒による出演もこの期間はなし）。                                   |
| 531               | 6月7日            | 柴田英嗣（アンタッチャブル）                                           | クイズ! 何分何秒!?                                   | 新型コロナウイルス感染症によるメンバーの密接・密集を避けるため、メンバーをスタジオ・リモートによる2班に分けて行なっていた（女子生徒による出演もこの期間はなし）。                                   |
| 532               | 6月14日           | 川島明（麒麟）                                                         | 自宅で撮影! おうちクイズ                             | 新型コロナウイルス感染症によるメンバーの密接・密集を避けるため、メンバーをスタジオ・リモートによる2班に分けて行なっていた（女子生徒による出演もこの期間はなし）。                                   |
| 533               | 6月21日           | 川島明（麒麟）                                                         | 自宅で撮影! おうちクイズ                             | 新型コロナウイルス感染症によるメンバーの密接・密集を避けるため、メンバーをスタジオ・リモートによる2班に分けて行なっていた（女子生徒による出演もこの期間はなし）。                                   |
| 534               | 6月28日           | 矢作兼（おぎやはぎ）                                                   | クイズ! 10年前と比べてみよう!                        | 新型コロナウイルス感染症によるメンバーの密接・密集を避けるため、メンバーをスタジオ・リモートによる2班に分けて行なっていた（女子生徒による出演もこの期間はなし）。                                   |
| 535               | 7月5日            | 吉村崇（平成ノブシコブシ）                                             | クイズ! 気になるモノの長さ                           | 新型コロナウイルス感染症によるメンバーの密接・密集を避けるため、メンバーをスタジオ・リモートによる2班に分けて行なっていた（女子生徒による出演もこの期間はなし）。                                   |
| 536               | 7月12日           | 土屋伸之（ナイツ）                                                     | あなたの脳が試される?10秒脳チャレ!                   | 新型コロナウイルス感染症によるメンバーの密接・密集を避けるため、メンバーをスタジオ・リモートによる2班に分けて行なっていた（女子生徒による出演もこの期間はなし）。                                   |
| 537               | 7月19日           | 川西賢志郎（和牛）                                                     | クイズ! これってどれぐらい重たいの?                  | 新型コロナウイルス感染症によるメンバーの密接・密集を避けるため、メンバーをスタジオ・リモートによる2班に分けて行なっていた（女子生徒による出演もこの期間はなし）。                                   |
| 538               | 7月26日           | 品川祐（品川庄司）、なかやまきんに君、安井友梨                         | 夏本番!あなたも美しくなれるボディーメイクSP          | |
| 539               | 8月2日            | 銀シャリ                                                               | クイズ! おかげさまで○周年                            | |
| 540               | 8月9日            | 陣内智則                                                               | 大きいのはどっち?クイズ!ダイナリーショウナリー       | |
| 541               | 8月16日           | 柴田英嗣（アンタッチャブル）                                           | クイズ! ナイスアンサー                               | |
| 542               | 8月30日           |                                                                        | スクール革命ライブラリー！視覚のフシギ               | |
| 543               | 9月6日            | Creepy Nuts（R-指定&DJ松永）、岩田絵里奈（日本テレビアナウンサー）     | 不思議がいっぱい!音の世界                            | |
| 544               | 9月13日           | 向井慧（パンサー）                                                     | 左右を当てろ!クイズ!右左!                            | |
| 545               | 9月20日           | 川島明（麒麟）、滝沢秀一（マシンガンズ）                               | 地球に優しくエコに生きよう!正しいごみの捨て方        | |
| 546               | 9月27日           | ミキ                                                                   | 実は奥深い! 顔の世界                                 | |
| 547               | 10月4日           | アインシュタイン                                                       | クイズ! 数えて何個？                                 | |
| 548               | 10月11日          | ぺこぱ                                                                 | クイズ!虫食いランキング                              | |
| 549               | 10月18日          | さらば青春の光                                                         | クイズ・正体を見破れ!これな〜に?                     | |
| 550               | 11月1日           | 飯尾和樹（ずん）                                                       | あなたもきっと入りたくなる!気になる○○協会!           | |
| 551               | 11月8日           | 和牛                                                                   | 知っているようで知らない!乗り物の秘密                | |
| 552               | 11月15日          | 藤森慎吾（オリエンタルラジオ）                                         | いいねを学べ!今バズっていること!                     | |
| 553               | 11月22日          | 森圭介（日本テレビアナウンサー）、平船智世子、meica                    | 世界一周した女たち                                   | |
| 554               | 11月29日          | アインシュタイン                                                       | 賞品争奪クイズ!進化が止まらない調味料                | |
| 555               | 12月6日           | ニューヨーク                                                           | 気になる疑問を解決!クイズ!できる?できない?           | |
| 556               | 12月13日          | 児嶋一哉（アンジャッシュ）、河出奈都美（日本テレビアナウンサー）       | クイズ!東京23区                                      | |
| 557               | 12月20日          | 川島明（麒麟）                                                         | タイムスリップクイズ!100年写真館                     | |
| 558               | 12月27日          | 青木源太（日本テレビアナウンサー）                                     | 2020年J組通信簿                                      | |

| 2021年（令和3年） | 2021年（令和3年） | 2021年（令和3年）                                                     | 2021年（令和3年）                                                | 2021年（令和3年）                                                       |
| 回                | 放送日            | 講師役ゲスト                                                          | 講義テーマ                                                       | 備考                                                                    |
| ----------------- | ----------------- | --------------------------------------------------------------------- | ---------------------------------------------------------------- | ----------------------------------------------------------------------- |
| 559               | 1月10日           | フワちゃん、アイクぬわら                                              | すぐにしゃべりたくなる！英会話のススメ                           |                                                                         |
| 560               | 1月17日           | 土屋伸之（ナイツ）                                                    | クイズ!ナインアンサー                                            |                                                                         |
| 561               | 1月24日           |                                                                       | スクール革命ライブラリー！あいまい記憶クイズ                     |                                                                         |
| 562               | 1月31日           | 柴田英嗣（アンタッチャブル）                                          | 今すぐ行きたいクイズ！ホームセンター                             |                                                                         |
| 563               | 2月7日            | 井上裕介（NON STYLE）                                                 | あなたの脳が試される！10秒脳チャレ!                              |                                                                         |
| 564               | 2月14日           | 品川祐（品川庄司）                                                    | スクール革命！名鑑 第7世代編                                     |                                                                         |
| 565               | 2月21日           | なすなかにし                                                          | 名作から最新作まで！ゲームを学ぶ！                               |                                                                         |
| 566               | 2月28日           | 河井ゆずる（アインシュタイン）                                        | クイズ！ダイナリーショウナリー                                   |                                                                         |
| 567               | 3月7日            | 吉村崇（平成ノブシコブシ）                                            | スクール革命！名鑑 芸能プロタクション編                          |                                                                         |
| 568               | 3月14日           | ニューヨーク                                                          | はさんで美味しい！サンドイッチ&ハンバーガー                      |                                                                         |
| 569               | 3月21日           | 井上裕介（NON STYLE）                                                 | 数字を当てろ！クイズドンピシャ！                                 |                                                                         |
| 570               | 3月28日           | 川島明（麒麟）                                                        | ムービークイズ！タイム・イズ・マネー！                           |                                                                         |
| 571               | 4月4日            | 飯尾和樹（ずん）                                                      | 今すぐ頼みたい！全国お取り寄せグルメ                             |                                                                         |
| 572               | 4月11日           | 品川祐（品川庄司）                                                    | 先に生まれたのはどっち！？クイズ！後先！                         |                                                                         |
| 573               | 4月18日           | ミキ                                                                  | あなたはどっちは！？最新いぬ・ねこ事情！                         |                                                                         |
| 574               | 4月25日           | 杉野真実（日本テレビアナウンサー）、原愛梨                            | あなたもすぐに上手くなる！美文字の極意                           |                                                                         |
| 575               | 5月2日            | サーヤ（ラランド）、今井志保子（カラープロデューサー）                | 全ての色に意味がある！不思議な色の力！                           |                                                                         |
| 576               | 5月9日            | マヂカルラブリー                                                      | 連単予想クイズ！ワンツーフィニッシュ！                           |                                                                         |
| 577               | 5月16日           | 土屋伸之（ナイツ）                                                    | チーム対抗連帯責任クイズ！5アンサー                              | Hey! Say! JUMPのメンバーである有岡が生徒として出演。                    |
| 578               | 5月23日           | バカリズム                                                            | 逆から答えを導け！クイズ・リバース                               |                                                                         |
| 579               | 5月30日           | アインシュタイン                                                      | 3つの時代を徹底比較！昭和・平成・令和                            |                                                                         |
| 580               | 6月6日            | 梅澤廉（日本テレビアナウンサー）、内田美穂、三好智子                  | 世界一周した女たち第4弾！                                        |                                                                         |
| 581               | 6月13日           | 岡崎体育、井上裕介（NON STYLE）                                       | 不思議がいっぱい音の世界                                         |                                                                         |
| 582               | 6月20日           | 見取り図                                                              | アレって何だっけ？あいまい記憶クイズ！                           |                                                                         |
| 583               | 6月27日           | 森田哲矢（さらば青春の光）                                            | クイズ！大江戸線で途中下車！                                     |                                                                         |
| 584               | 7月4日            | 柴田英嗣（アンタッチャブル）                                          | 集中力を研ぎ澄ませ！史上最速1秒クイズ！                          |                                                                         |
| 585               | 7月11日           | 橋本直（銀シャリ）                                                    | あなたは幼稚園児より賢いの？                                     |                                                                         |
| 586               | 7月18日           | 吉村崇（平成ノブシコブシ）                                            | 先に生まれたのはどっち！？クイズ後先                             |                                                                         |
| 587               | 7月25日           |                                                                       | スクール革命ライブラリー爆笑の英会話クイズが続々！「英会話」授業 |                                                                         |
| 588               | 8月8日            | 川島明（麒麟）                                                        | 一問多答クイズ！シボリダセ                                       |                                                                         |
| 589               | 8月15日           | 平松修造（日本テレビアナウンサー）、こいしゆうか、かほなん            | キャンプにハマる女たち                                           |                                                                         |
| 590               | 8月29日           | なすなかにし                                                          | みんな大好き！粉ものクイズ                                       | SixTONESのメンバーである森本慎太郎が生徒として出演。                    |
| 591               | 9月12日           | サーヤ（ラランド）                                                    | 誰でも上手くなる！簡単お絵描き術                                 |                                                                         |
| 592               | 9月19日           | 四千頭身                                                              | ネットで流行っているものを学ぼう！これがバズってる！             |                                                                         |
| 593               | 9月26日           | 向井慧（パンサー）                                                    | クイズ！正体を見破れ！これ何のパーツ？                           |                                                                         |
| 594               | 10月3日           | アインシュタイン                                                      | 超えたらアウト！デッドライン！                                   |                                                                         |
| 595               | 10月10日          | おいでやすこが                                                        | 気になる割合をしらべてみよう！クイズパーセント！                 |                                                                         |
| 596               | 10月17日          | 武井壮                                                                | 王者に学ぶ！チャンピオンの教え！                                 | 東京オリンピック柔道100kg級金メダリストのウルフアロンが生徒として出演。 |
| 597               | 10月24日          | 柴田英嗣（アンタッチャブル）                                          | 数字を当てろ！クイズ「ドンピシャ！」                             |                                                                         |
| 598               | 11月7日           | マヂカルラブリー                                                      | 売れ筋1位の商品はどれだ！バカ売れナンバーワン！                  |                                                                         |
| 599               | 11月14日          | 川島明（麒麟）                                                        | 一問多答クイズ！シボリダセ                                       |                                                                         |
| 600               | 11月21日          | 平松修造（日本テレビアナウンサー)、鈴木真由子（なっとう娘）、佐藤樹里 | ○○を食べ続ける女たち                                             |                                                                         |
| 601               | 11月28日          | ケンドーコバヤシ                                                      | あいまい記憶クイズ                                               |                                                                         |
| 602               | 12月5日           | 蛙亭                                                                  | クイズ！きっかけは何！？                                         |                                                                         |
| 603               | 12月12日          | 井上裕介（NON STYLE）                                                 | 人気チェーン店の秘密！                                           |                                                                         |
| 604               | 12月19日          | 柴田英嗣（アンタッチャブル）                                          | ミッション１分ポッシブル                                         |                                                                         |
| 605               | 12月26日          | 青木源太                                                              | 2021年J組通信簿                                                  |                                                                         |

| 2022年（令和4年） | 2022年（令和4年） | 2022年（令和4年）                                | 2022年（令和4年）                                         | 2022年（令和4年） |
| 回                | 放送日            | 講師役ゲスト                                     | 講義テーマ                                                | 備考 |
| ----------------- | ----------------- | ------------------------------------------------ | --------------------------------------------------------- | --- |
| 606               | 1月9日            | アインシュタイン                                 | 超えたらアウト！デッドライン                              | 番組からの重大発表として13年目にして1月28日に初のゴールデン特番として放送されることが、MCの内村光良より発表された。 |
| 607               | 1月16日           | 森田哲矢（さらば青春の光）                       | クイズ10秒脳チャレ！                                      | |
| 608               | 1月23日           | 渡辺裕太、小林千花                               | 一度は泊まりたい！バズってる宿                            | |
| SP1               | 1月28日           |                                                  | スクール革命！presents ムービークイズ！ 時間よ止まれ      | ゴールデンSP第1弾、金曜19:00 - 20:54に全国ネットで放送。 山田が初のMCを務め、陣内智則がサブMCを務めた。 ゲストに藤原竜也と伊藤歩。 |
| 609               | 1月30日           |                                                  | スクール革命ライブラリー「９アンサー」                    | |
| 610               | 2月6日            | 錦鯉                                             | クイズ！虫食いランキング！                                | 山田・知念・八乙女、オードリーの5人が欠席の為、ゆってぃが生徒として出演。 |
| 611               | 2月13日           | あべこうじ、高橋愛                               | 令和の夫婦事情                                            | 山田・知念・八乙女、オードリーの5人が欠席の為、ゆってぃ・なすなかにしが生徒として出演。 |
| 612               | 2月20日           | 土屋伸之（ナイツ）                               | クイズ！そのカタチには意味がある                          | 八乙女が2021年12月、左耳の突発性難聴を発症。治療に専念するため一定期間活動を休止することを2022年1月29日に発表したことを受け、この回から不在。知念・オードリー若林が不在のため、Hey! Say! JUMPのメンバーである有岡が生徒として出演。                                                                       |
| 613               | 2月27日           | ナヲ、マキシマムザ亮君（マキシマム ザ ホルモン） | 不思議がいっぱい！音の世界！                              | 知念・オードリー若林が不在のため、Hey! Say! JUMPのメンバーである有岡が生徒として出演。 |
| 614               | 3月13日           | 川島明（麒麟）                                   | 一問多答クイズ！シボリダセ！                              | Hey! Say! JUMPのメンバーである伊野尾が不在の八乙女の代理生徒として出演。 |
| 615               | 3月20日           | エハラマサヒロ                                   | 実は知らないことだらけ！赤ちゃんのフシギ！                | Hey! Say! JUMPのメンバーである伊野尾が不在の八乙女の代理生徒として出演。 |
| 616               | 3月27日           | 河井ゆずる（アインシュタイン）、生見愛瑠         | トレンド8 春のファッション編                              | Hey! Say! JUMPのメンバーである有岡が不在の八乙女の代理生徒として出演。 |
| 617               | 4月3日            | バカリズム                                       | 逆から答えを導け！クイズ・リバース                        | Hey! Say! JUMPのメンバーである有岡が不在の八乙女の代理生徒として出演。 |
| 618               | 4月10日           | フワちゃん、アイクぬわら                         | 今のうちに学ぼう！ホントに役立つ英会話                    | Hey! Say! JUMPのメンバーである伊野尾が不在の八乙女の代理生徒として出演。 |
| 619               | 4月17日           | 松丸亮吾                                         | スクール革命！名鑑 驚きの学校スペシャル                   | Hey! Say! JUMPのメンバーである伊野尾が不在の八乙女の代理生徒として出演。 |
| 620               | 4月24日           | 渡辺裕太、こじま観光                             | バズった乗り物旅！                                        | Hey! Say! JUMPのメンバーである伊野尾が不在の八乙女の代理生徒として出演。 |
| 621               | 5月1日            | 宮下草薙                                         | 進化が止まらない！イマドキおもちゃの世界                  | Hey! Say! JUMPのメンバーである伊野尾が不在の八乙女の代理生徒として出演。 |
| 622               | 5月8日            | 小峠英二（バイきんぐ）                           | クイズ！ビフォーアフター！                                | Hey! Say! JUMPのメンバーである高木が不在の八乙女の代理生徒として出演。 |
| 623               | 5月15日           | 渡辺隆（錦鯉）                                   | 都道府県面積争奪クイズ                                    | Hey! Say! JUMPのメンバーである高木が不在の八乙女の代理生徒として出演。 |
| 624               | 5月22日           | ザ・マミィ                                       | 連単予想クイズ！ワンツーフィニッシュ                      | Hey! Say! JUMPのメンバーである伊野尾が不在の八乙女の代理生徒として出演。 |
| 625               | 5月29日           |                                                  | スクール革命！ライブラリー 一問多答クイズ！シボリダセ     | |
| 626               | 6月5日            | 中野周平（蛙亭）                                 | クイズ！ナインアンサー                                    | Hey! Say! JUMPのメンバーである伊野尾が不在の八乙女の代理生徒として出演。 |
| 627               | 6月12日           | 修一郎、井上裕介（NON STYLE）                    | ネットで流行ってるものを学ぼう 今これがバズってる         | Hey! Say! JUMPのメンバーである伊野尾が不在の八乙女の代理生徒として出演。 |
| 628               | 6月19日           | 柴田英嗣（アンタッチャブル）                     | ミッション：1分ポッシブル                                 | Hey! Say! JUMPのメンバーである伊野尾が不在の八乙女の代理生徒として出演。また女子生徒として、マキシマム ザ ホルモンのナヲが生徒として初出演。番組からの重大発表として、7月1日にゴールデン特番第2弾として放送されることがMCの内村光良から発表されると同時に、ゲストとして櫻井翔が出演することも発表された。 |
| 629               | 6月26日           | なすなかにし                                     | みんな大好き！クイズポテト！                              | Hey! Say! JUMPのメンバーである伊野尾が不在の八乙女の代理生徒として出演。 |
| SP2               | 7月1日            |                                                  | スクール革命！presents ムービークイズ！ 時間よ止まれ      | ゴールデンSP第2弾、金曜19:00 - 20:54に全国ネットで放送。 SP第1弾に続いて山田がMCを務め、柴田英嗣（アンタッチャブル）がサブMCを務めた。 ゲストに櫻井翔と水卜麻美（日本テレビアナウンサー）。 |
| 630               | 7月3日            |                                                  | スクール革命！ライブラリー みんな大好き10秒脳チャレ！     | |
| 631               | 7月10日           | 宮下草薙                                         | 超えたらアウト！デッドライン                              | Hey! Say! JUMPのメンバーである伊野尾が不在の八乙女の代理生徒として出演。また女子生徒として、マキシマム ザ ホルモンのナヲが生徒として出演。 |
| 632               | 7月17日           | Aマッソ                                          | 気になる疑問を解決！クイズできる？できない？              | Hey! Say! JUMPのメンバーである高木が不在の八乙女の代理生徒として出演。 |
| 633               | 7月24日           | 井上裕介（NON STYLE）                            | チーム対抗連帯責任クイズ！5アンサー！                     | Hey! Say! JUMPのメンバーである伊野尾が不在の八乙女の代理生徒として出演。また、King＆Princeの永瀬廉がゲストとして出演。 |
| 634               | 7月31日           | 錦鯉                                             | クイズ！虫食いランキング                                  | Hey! Say! JUMPのメンバーである高木が不在の八乙女の代理生徒として出演。 |
| 635               | 8月7日            | 飯塚悟志（東京03）                               | クイズ！きっかけは何！？                                  | Hey! Say! JUMPのメンバーである伊野尾が不在の八乙女の代理生徒として出演。 |
| 636               | 8月14日           | 井上裕介（NON STYLE）、なかねかな                | いまこれが流行ってる！バズってる歌を学ぼう！              | Hey! Say! JUMPのメンバーである高木が不在の八乙女の代理生徒として出演。また、アンタッチャブル・山崎が不在のため、ティモンディの高岸宏行がゲストとして出演。 |
| 637               | 8月21日           | 柴田英嗣（アンタッチャブル）                     | クイズ！ドライブ                                          | Hey! Say! JUMPのメンバーである高木が不在の八乙女の代理生徒として出演。また、アンタッチャブル・山崎が不在のため、ティモンディの高岸宏行がゲストとして出演。 |
| 638               | 9月4日            | 向井慧（パンサー）                               | クイズ！10秒脳チャレ                                      | Hey! Say! JUMPのメンバーである有岡が不在の八乙女の代理生徒として出演。 |
| 639               | 9月11日           | 太田博久（ジャングルポケット）、藤田ニコル       | あげて楽しい！もらって嬉しい！最新！ギフトの世界          | Hey! Say! JUMPのメンバーである有岡が不在の八乙女の代理生徒として出演。 |
| 640               | 9月18日           | 渡辺裕太、こじま観光                             | バズりトラベル！                                          | Hey! Say! JUMPのメンバーである有岡・高木が不在の山田・八乙女の代理生徒として出演。また、アインシュタインの稲田直樹が高地の代理生徒として出演。 |
| 641               | 9月25日           |                                                  | スクール革命！ライブラリー 超えたらアウト！デッドライン！ | |
| 642               | 10月2日           | 銀シャリ                                         | 王道＆進化系の名店が続々！クイズ！豆腐                    | Hey! Say! JUMPのメンバーである有岡・高木が不在の山田・八乙女の代理生徒として出演。また、渡辺裕太が高地の代理生徒として出演。 |
| 643               | 10月9日           | 渡辺隆（錦鯉）、石野田奈津代、さや               | 世界一周した女たち                                        | Hey! Say! JUMPのメンバーである有岡・高木が不在の山田・八乙女の代理生徒として出演。 |
| 644               | 10月16日          | 土屋伸之（ナイツ）                               | チーム対抗チャレンジ！トニカクツヅケロ！                  | Hey! Say! JUMPのメンバーである有岡・高木が不在の山田・八乙女の代理生徒として出演。 |
| 645               | 10月23日          | 柴田英嗣（アンタッチャブル）                     | チーム一丸バトル！ワン・フォー・オール                    | |
| 646               | 11月6日           | なすなかにし                                     | みんな大好き！クイズ★たまご                               | 女子生徒として山田杏奈が初出演。 |
| 647               | 11月13日          | 3時のヒロイン                                    | 今コレが流行ってる！知ると楽しいダンスの世界！            | |
| 648               | 11月20日          | 森田哲矢（さらば青春の光）                       | 絶景を目指して千葉を縦断 クイズ！ドライブ                 | |
| 649               | 11月27日          | 河井ゆずる（アインシュタイン）                   | あなたの脳が試される！10秒脳チャレ！                      | 左耳の突発性難聴の治療に専念するため、一定期間活動を休止していた八乙女が約10ヶ月ぶりにこの回から復帰。 |
| 650               | 12月4日           | 井上裕介（NON STYLE）                            | ミッション1分ポッシブル）                                 | |
| 651               | 12月11日          |                                                  | 2022年バズった旅ライブラリー！                            | |
| 652               | 12月18日          | ぼる塾                                           | 身も心も温まる！クイズ汁！                                | |
| 653               | 12月25日          | なすなかにし                                     | 来年は運気を上げよう！開運2023                            | |

| 2023年（令和5年） | 2023年（令和5年） | 2023年（令和5年）                                                                    | 2023年（令和5年）                                                | 2023年（令和5年）                                                                     |
| 回                | 放送日            | 講師役ゲスト                                                                         | 講義テーマ                                                       | 備考                                                                                  |
| ----------------- | ----------------- | ------------------------------------------------------------------------------------ | ---------------------------------------------------------------- | ------------------------------------------------------------------------------------- |
| 653               | 1月8日            | 中野周平（蛙亭）                                                                     | クイズ★アンテナショップ！                                        |                                                                                       |
| 654               | 1月15日           | コットン                                                                             | クイズ！ナインアンサー！                                         |                                                                                       |
| 655               | 1月22日           | ハリー杉山、村雨辰剛                                                                 | 英会話のススメ                                                   | アイクぬわらと別府ともひこ(エイトブリッジ)がゲストとしてVTRで出演。                   |
| 656               | 1月29日           | 森圭介（日本テレビアナウンサー）                                                     | 知ればハマる！WE LOVE漫画                                        |                                                                                       |
| 657               | 2月5日            | 鬼越トマホーク                                                                       | 一問多答クイズ！シボリダセ！                                     |                                                                                       |
| 658               | 2月12日           | 柴田英嗣（アンタッチャブル）                                                         | ネットで流行ってるものを学ぼう！今これがバズってる！             |                                                                                       |
| 659               | 2月19日           | ミキ、髙橋ひかる                                                                     | 関西の今が丸わかり！これ知っとる？                               |                                                                                       |
| 660               | 2月26日           | 井上裕介（NON STYLE）                                                                | クイズ！ハウマッチ？                                             |                                                                                       |
| 661               | 3月5日            | 宮下草薙                                                                             | 直感で答えろ！クイズ連想                                         |                                                                                       |
| 662               | 3月12日           | 東京ホテイソン                                                                       | クイズ！東京23区                                                 |                                                                                       |
| 663               | 3月19日           |                                                                                      | スクール革命！ライブラリー ビフォーアフター                      |                                                                                       |
| 664               | 3月26日           | モグライダー                                                                         | ピッタリ合わせろ！グッドタイミング                               |                                                                                       |
| 665               | 4月2日            | 森田哲矢（さらば青春の光）                                                           | 江ノ島を目指せ！クイズ！ドライブ！                               | 高地がVTRでも（その日OA分のスタジオ出演も含む）出演。                                 |
| 666               | 4月9日            | コットン、おしら、森富美（日本テレビアナウンサー）、蛯原哲（日本テレビアナウンサー） | すんごい！声のプロ                                               | King＆Princeの高橋海人が生徒として出演。                                              |
| 667               | 4月16日           | 井口浩之（ウエストランド）                                                           | あなたの脳が試される！10秒脳チャレ！                             |                                                                                       |
| 668               | 4月23日           | アインシュタイン                                                                     | こんなところで爆売れ！こんなアイデアで爆ウケ！『ザ・狭ニーズ！』 |                                                                                       |
| 669               | 4月30日           | 渡辺裕太、こじま観光                                                                 | 絶対に旅に行きたくなる『バズリ旅』                               |                                                                                       |
| 670               | 5月7日            | 鬼越トマホーク                                                                       | ネオ早押しクイズ！スピードキング                                 |                                                                                       |
| 671               | 5月14日           | 中野周平（蛙亭）                                                                     | 知って驚き！デザインの世界                                       |                                                                                       |
| 672               | 5月21日           | 森圭介（日本テレビアナウンサー）                                                     | 日本のうまいもん大集合！クイズ★アンテナショップ                  |                                                                                       |
| 673               | 5月28日           | なすなかにし                                                                         | クイズ！近い？遠い？                                             |                                                                                       |
| 674               | 6月4日            | 村上（マヂカルラブリー）                                                             | ネットで流行ってるものを学ぼう！今これがバズってる！             |                                                                                       |
| 675               | 6月11日           | ニッポンの社長                                                                       | クイズ！空中散歩                                                 |                                                                                       |
| 676               | 6月18日           | 宮下草薙                                                                             | チャレンジ★ミュージッQ                                           |                                                                                       |
| 677               | 6月25日           | 藤本美貴、永尾柚乃                                                                   | オトナが知らない！令和の子ども事情                               |                                                                                       |
| 678               | 7月2日            |                                                                                      | J組チャレンジ★ヒストリー                                         |                                                                                       |
| 679               | 7月9日            | 森圭介（日本テレビアナウンサー）                                                     | クイズ！ナインアンサー                                           | 若林が仕事の都合で不在のため、モグライダーの芝大輔が生徒として出演。                  |
| 680               | 7月16日           | 森田哲矢（さらば青春の光）                                                           | 夏の夕暮れにしか出会えない絶景を目指せ！クイズ！ドライブ         | 若林は仕事の都合で欠席。                                                              |
| 681               | 7月23日           | 錦鯉                                                                                 | ふたりで答えろ！クイズ！バディ                                   |                                                                                       |
| 682               | 7月30日           | サンシャイン池崎                                                                     | 知ればハマる！WE LOVE漫画                                        |                                                                                       |
| 683               | 8月6日            | 鬼越トマホーク                                                                       | ネオ早押しクイズ！スピードキング                                 |                                                                                       |
| 684               | 8月13日           | 宮下草薙                                                                             | クイズ！ザ・タワー                                               | 9月1日（金）19時からゴールデンSP第3弾の放送されることがMCの内村光良より発表された。   |
| 685               | 8月20日           | 芝大輔（モグライダー）                                                               | NEO間違い探し                                                    |                                                                                       |
| SP3               | 9月1日            | 柴田英嗣（アンタッチャブル）                                                         | スクール革命！ゴールデンSP 東京から京都へクイズ！ドライブ        | ゴールデンSP第3弾、金曜19:00 - 20:54に全国ネットで放送。 女性生徒として平愛梨が出演。 |
| 686               | 9月3日            |                                                                                      | スクール革命！ライブラリー J-1グランプリ                         |                                                                                       |
| 687               | 9月10日           | 東京ホテイソン                                                                       | ピッタリクイズ！ドンピシャ                                       |                                                                                       |
| 688               | 9月17日           | 渡辺裕太、詩歩（絶景プロデューサー）                                                 | バズり旅                                                         | 女子生徒として畑芽育が出演。                                                          |
| 689               | 9月24日           | 宮下草薙                                                                             | チャレンジ！ミュージッQ                                          |                                                                                       |
| 690               | 10月1日           | レインボー                                                                           | クイズ！空中散歩                                                 |                                                                                       |
| 691               | 10月8日           | 鬼越トマホーク                                                                       | クイズ！目線カメラ                                               | 女子生徒として莉子が出演。                                                            |
| 692               | 10月15日          | 河井ゆずる（アインシュタイン）                                                       | 目指せノーミス！NGバトル！                                       |                                                                                       |
| 693               | 10月22日          | 森圭介（日本テレビアナウンサー）、水島早苗、三木実咲                                 | 世界一周した女たち                                               |                                                                                       |
| 694               | 11月5日           | 芝大輔（モグライダー）                                                               | クイズ！ナインアンサー                                           |                                                                                       |
| 695               | 11月12日          | なすなかにし                                                                         | ザ・狭ニーズ                                                     |                                                                                       |
| 696               | 11月19日          | 吉村崇（平成ノブシコブシ）                                                           | 連単予想クイズ！ワンツーフィニッシュ                             |                                                                                       |
| 697               | 11月26日          | 藤井サチ、なかやまきんに君                                                           | ホントに役立つ英会話                                             |                                                                                       |
| 698               | 12月3日           | 鬼越トマホーク                                                                       | NEO早押しクイズ！スピードキング                                  |                                                                                       |
| 699               | 12月10日          | アインシュタイン                                                                     | クイズ！空中散歩                                                 |                                                                                       |
| 700               | 12月17日          |                                                                                      | 祝700回記念！総集編                                              |                                                                                       |
| 701               | 12月24日          | 柴田英嗣（アンタッチャブル）                                                         | クリスマスにNEO間違い探し！                                      |                                                                                       |

| 2024年（令和6年） | 2024年（令和6年） | 2024年（令和6年）                            | 2024年（令和6年）                                                               | 2024年（令和6年） |
| 回                | 放送日            | 講師役ゲスト                                 | 講義テーマ                                                                      | 備考 |
| ----------------- | ----------------- | -------------------------------------------- | ------------------------------------------------------------------------------- | --- |
| 702               | 1月7日            | 錦鯉                                         | 超えたらアウト！デッドライン                                                    | |
| 703               | 1月14日           | 芝大輔（モグライダー）                       | ミッション：1分ポッシブル！                                                     | |
| 704               | 1月21日           | レインボー                                   | ネットで流行っているものを学ぼう！今これがバズってる！                          | |
| 705               | 1月28日           | 宮下草薙                                     | 音とリズムで対決！チャレンジ★ミュージッQ                                        | |
| 706               | 2月4日            | アインシュタイン                             | すぎるクイズ                                                                    | |
| 707               | 2月11日           | 鬼越トマホーク                               | 目指せノーミス！NGバトル！                                                      | ジョイマンゲームで高木晋哉 (ジョイマン)が出演。 |
| 708               | 2月18日           | 芝大輔（モグライダー）                       | クイズ!ナインアンサー                                                           | |
| 709               | 2月25日           | ぼる塾                                       | こんな部屋に住んでみたい！バズルーム                                            | 女子生徒として雑賀サクラが出演。 |
| 710               | 3月10日           | 森圭介（日本テレビアナウンサー）             | スクール革命！通信簿                                                            | |
| 711               | 3月17日           | 阿佐ヶ谷姉妹                                 | クイズ！空中散歩                                                                | |
| 712               | 3月24日           | 渡辺裕太、詩歩                               | 春に行きたい！バズってる旅                                                      | |
| 713               | 3月31日           | アインシュタイン                             | クイズバトルお名前Q                                                             | |
| 714               | 4月7日            | レインボー                                   | 思わず共感しちゃう！？クイズ！あるある                                          | |
| 715               | 4月14日           | 宮下草薙                                     | チャレンジミュージッQ                                                           | |
| 716               | 4月21日           | 鬼越トマホーク                               | ゴールデンタイム                                                                | |
| 717               | 4月28日           | 東京ホテイソン                               | 明日行きたい！遊園地・テーマパーク                                              | |
| 718               | 5月5日            | ヤーレンズ                                   | チャレンジ！ナインアンサー                                                      | |
| 719               | 5月12日           | 藤井サチ、河井ゆずる（アインシュタイン）     | ホントに役立つ英会話                                                            | 女子生徒として雑賀サクラが出演。 |
| 720               | 5月19日           | 柴田英嗣（アンタッチャブル）                 | ザ・プレッシャー                                                                | |
| 721               | 5月26日           |                                              | お出かけスポット 総集編                                                         | |
| 722               | 6月2日            | エルフ                                       | 超えたらアウト！デッドライン                                                    | |
| 723               | 6月9日            | ぱーてぃーちゃん                             | ネットで流行ってるものを学ぼう！今これがバズってる！                            | |
| 724               | 6月16日           | 宮下草薙                                     | 音とリズムで対決！チャレンジミュージッQ                                         | |
| 725               | 6月23日           | レインボー                                   | 思わず共感しちゃう！？クイズ！あるある                                          | |
| 726               | 6月30日           | 東京ホテイソン                               | シン・間違い探し                                                                | 7月12日（金）19時からゴールデンSP第4弾の放送されることがMCの内村光良より発表と共に、メインMCは通常のレギュラー放送では女子生徒として出演している生見愛瑠が、進行アナウンサーとして、藤井貴彦アナと共に担当。またゲスト生徒として志田彩良・黒羽麻璃央の出演も発表された。 |
| 727               | 7月7日            | 鬼越トマホーク                               | シン・早押しクイズ！スピードキング！                                            | 7月12日（金）19時からOAされるゴールデンSP第4弾の出題者としてフィギュアスケーターの荒川静香、ダンスパフォーマンスグル―プ・s**t kingzから問題を出題することも発表された。                                                                                                  |
| SP4               | 7月12日           | 生見愛瑠、藤井貴彦                           | スクール革命！プレゼンツ！スターが映像クイズ作りました！THEカリスマ・ムービー！ | 生見がメインMC、藤井が進行アナウンサーとして出演。 |
| 728               | 7月14日           | 渡辺裕太、詩歩                               | 夏に行きたい！バズり旅！                                                        | 女子生徒として池間夏海が出演。 |
| 729               | 7月21日           |                                              | スクール革命！世界一周ライブラリー                                              | 7月12日にOAされたゴールデンSPの未公開シーンも放映された。 |
| 730               | 7月28日           | 河井ゆずる（アインシュタイン）、imase        | 不思議がいっぱい！音の世界                                                      | 女子生徒として原菜乃華が出演。 |
| 731               | 8月4日            | ヤーレンズ                                   | クイズ！アニバーサリー                                                          | |
| 732               | 8月11日           | 鬼越トマホーク                               | クイズ！この後どうなる！？                                                      | |
| 733               | 8月18日           | ティモンディ                                 | スクール革命！VS天才キッズ                                                      | |
| 734               | 8月25日           | 宮下草薙                                     | クイズ！空中散歩                                                                | |
| 735               | 9月8日            | 森田哲矢（さらば青春の光）                   | スポッと気持ちイイ！THE命中！                                                   | |
| 736               | 9月15日           | 東京ホテイソン                               | ザ・狭ニーズ                                                                    | |
| 737               | 9月22日           |                                              | スクール革命ライブラリー！今すぐ話したくなる英会話のススメ！                    | |
| 738               | 9月29日           | エルフ                                       | あらゆるモノのベストな時間！ゴールデンタイム！                                  | |
| 739               | 10月6日           | なすなかにし                                 | メモリーQ                                                                       | |
| 740               | 10月13日          | レインボー                                   | 思わず共感しちゃう！？クイズ！あるある                                          | 山崎が仕事の都合で欠席のため、おぎやはぎの小木博明が出演。 |
| 741               | 10月20日          | 宮下草薙                                     | 世間の人は何を思い浮かべてる？クイズ！イメージ                                  | 山崎が仕事の都合で欠席のため、おぎやはぎの小木博明が出演。 |
| 742               | 11月3日           | 藤井サチ、辻岡義堂（日本テレビアナウンサー） | ホントに役立つ英会話                                                            | |
| 743               | 11月10日          | サルゴリラ                                   | 超えたらアウト！デッドライン                                                    | |
| 744               | 11月17日          | タイムマシーン3号                            | タイムスリップで懐かしむ！クイズ！もうそんな前なの！？                          | |
| 745               | 11月24日          | ぱーてぃーちゃん                             | 今これがバズってる！                                                            | |
| 746               | 12月1日           | 河井ゆずる（アインシュタイン）               | すぎるクイズ                                                                    | |
| 747               | 12月8日           | 渡辺裕太、詩歩                               | 冬に行きたい！バズり旅！                                                        | |
| 748               | 12月15日          | レインボー                                   | クイズ！空中散歩                                                                | |
| 749               | 12月22日          | 鬼越トマホーク                               | 2024年、知っておきたい今年の顔                                                  | 女子生徒として原菜乃華が出演。 |
| 750               | 12月29日          | 宮下草薙                                     | チャレンジ★ミュージッQ                                                          | 女子生徒として原菜乃華が出演。 |

| 2025年（令和7年） | 2025年（令和7年） | 2025年（令和7年）                                          | 2025年（令和7年）                                     | 2025年（令和7年）                                                            |
| 回                | 放送日            | 講師役ゲスト                                               | 講義テーマ                                            | 備考                                                                         |
| ----------------- | ----------------- | ---------------------------------------------------------- | ----------------------------------------------------- | ---------------------------------------------------------------------------- |
| 751               | 1月12日           | 渋谷善ヘイゼル（日本テレビアナウンサー）、わかば、山田姫奈 | 世界一周した女たち                                    |                                                                              |
| 752               | 1月19日           | ぼる塾                                                     | ザ・狭ニーズ                                          |                                                                              |
| 753               | 1月26日           | 東京ホテイソン                                             | クイズ！あるある                                      |                                                                              |
| 754               | 2月2日            | ママタルト                                                 | デッドライン                                          |                                                                              |
| 755               | 2月9日            |                                                            | オードリー春日Presents！スクール革命！なんでもベスト3 |                                                                              |
| 756               | 2月16日           | 森田哲矢（さらば青春の光）                                 | 自分に打ち勝て！ザ・プレッシャー                      |                                                                              |
| 757               | 2月23日           | なすなかにし                                               | NEO2択クイズ！                                        | クイズ出題のナレーションとして、日本テレビアナウンサーの忽滑谷こころが担当。 |
| 758               | 3月9日            | エルフ                                                     | とにかく今これがカワイイ！                            |                                                                              |
| 759               | 3月23日           | 河井ゆずる（アインシュタイン）                             | すぎるクイズ                                          | 女子生徒として志田こはくが出演。                                             |
| 760               | 3月30日           | 東京ホテイソン                                             | ゴールデンタイム                                      | 女子生徒として原菜乃華が出演。                                               |
| 761               | 4月6日            | ヤーレンズ                                                 | クイズ！アニバーサリー                                | 女子生徒として志田こはくが出演。                                             |
| 762               | 4月13日           | タイムマシーン3号                                          | クイズ！消えたり消したり                              |                                                                              |
| 763               | 4月20日           |                                                            | 修学旅行第10弾in箱根                                  | 2020年の世界中で蔓延した新型コロナウイルスの流行以来、5年ぶりの実施。        |
| 764               | 4月27日           |                                                            | 修学旅行第10弾in箱根                                  | 2020年の世界中で蔓延した新型コロナウイルスの流行以来、5年ぶりの実施。        |
| 765               | 5月4日            | マユリカ                                                   | 今これがバズってる！                                  | 女子生徒として志田こはくが出演。                                             |
| 766               | 5月11日           | ちゃんぴおんず                                             | クイズ！デビューの秘密                                |                                                                              |
| 767               | 5月18日           | 宮下兼史鷹（宮下草薙）                                     | チャレンジ★ミュージッQ                                | 若林は仕事の都合で欠席。                                                     |
| 768               | 5月25日           | レインボー                                                 | とにかく今これがカワイイ！                            | 八乙女は体調不良のため欠席。                                                 |
| 769               | 6月1日            | なすなかにし                                               | 自分に撃ち勝て！ザ・プレッシャー                      | 八乙女は体調不良のため欠席。                                                 |
| 770               | 6月8日            | ヤーレンズ                                                 | 超えたらアウト！デッドライン                          | 山田は仕事の都合で欠席。                                                     |
| 771               | 6月15日           | 渋谷善ヘイゼル（日本テレビアナウンサー）                   | 乗り物に魅了された女たち                              | 山田は仕事の都合で欠席。                                                     |
| 772               | 6月22日           | 東京ホテイソン                                             | クイズ！あるある                                      | 女子生徒として田中美久が出演。                                               |
| 773               | 6月29日           | 鬼越トマホーク                                             | 今、スマホを知りたい！                                |                                                                              |
| 774               | 7月6日            | 柴田英嗣（アンタッチャブル）                               | 超えたらアウト！デッドライン                          |                                                                              |
| 775               | 7月13日           | 渡辺裕太、旅する夫婦くぼたび                               | 夏のバズリ旅                                          |                                                                              |
| 776               | 7月20日           | 宮下草薙                                                   | チャレンジ★ミュージッQ                                | 豪華ゲスト参戦SPと題して、こっちのけんと・小手伸也が出演。                   |
| 777               | 7月27日           | エルフ                                                     | 今これがバズってる！                                  |                                                                              |
| 778               | 8月3日            | 東京ホテイソン                                             | すぎるクイズ                                          |                                                                              |
| 779               | 8月10日           |                                                            | この夏行きたくなる！お出かけスポットライブラリー      |                                                                              |
| 780               | 8月17日           | エルフ、しなこ                                             | とにかく今これがカワイイ！                            |                                                                              |
| 781               | 8月24日           | 宮下草薙                                                   | ミュージッQ夏休みスペシャル                           | ACEesの浮所飛貴・キンタロー。・アバンギャルディが生徒として出演。            |
| 782               | 9月7日            |                                                            |                                                       |                                                                              |
| 783               | 9月14日           |                                                            |                                                       |                                                                              |
| 784               | 9月21日           |                                                            |                                                       |                                                                              |
| 785               | 9月28日           |                                                            |                                                       |                                                                              |
|                   |                   |                                                            |                                                       |                                                                              |

## コーナー
ゲスト先生の授業コーナー。

### 過去に行われていたコーナー
給食コーナー
- 3分リレークッキング
- 運命の3択クッキング
- カロリー HIGH?LOW?レストラン
- 読んで作って漫画メシ!

放課後コーナー
- ムチャブリ運動会
- できんのか!?デッドorアライブ
- いたずら描きクイズ!この人ダ〜レ?

新入生オーディション
- 新レギュラーとジャニーズ事務所の合同オーディション。合格者の髙地優吾はレギュラー入りを果たした。また、合格者以外にこのオーディションでジャニーズJr.研修生になった者がいる。

収納王子コジマジックがアイドルの汚いお部屋を大改造
- 汚部屋アイドルの部屋を超収納術でコジマジックが大改造する。
  - 谷澤恵里香（2011年2月27日）
  - 原田まりる（中野風女シスターズ）（2011年8月28日）
  - 菊地亜美（アイドリング!!!）（2012年1月22日）
  - 内田理央（2012年6月10日）
  - マリア（2012年12月9日）

3年J組スペシャルライブ
- 3年J組の生徒である山田、知念、八乙女が同じく番組レギュラーの髙地を含むジャニーズJr.と共に歌を披露する。この形で披露してきたのは番組開始当初から2013年までである。山田・知念・八乙女のソロ曲披露時もJr.がバックダンサーとして出演。12月8日、15日、22日のOAではHey! Say! JUMPメンバー全員が出演。
- 2009年10月11日放送以降ではジャニーズ事務所所属タレントの過去の映像と共に披露することもある（2009年10月11日OAが初回、2010年10月3日OAが最後となる）。
- 番組開始当初の2009年から2013年（特別な記念回を除く）までは、毎週コーナーが設置されていたが2014年からは（新年最初のOA日2014年1月12日の『Ride With Me』を披露してからはメンバー9人全員が揃って新曲（シングル及び、アルバムが発売された時に）披露が行われるようになった（新曲が発売されても歌コーナーがなく、番組エンディング時に発売告知としてOAされる）。

## スタッフ（2025年6月以降）
- 構成：舘川範雄、藤井靖大、カツオ、丸山浩司【毎週】、斎藤大輝（斎藤→一時離脱→復帰）【週替り】
- TM：山口裕司
- SW/CAM：中村哲也、岩永雄允【週替り、回によって異なる】
- CAM：髙木亮、下谷哲生、島田佳奈【週替り】
- MIX：今野健、青山禎矢（共に以前はAUD）、大島康彦【週替り】
- AUD：富澤衿香、山本恵美、山田値久、浅野帆南、山本慎吾、山田直生、高橋未来、伊本梨華、津田寛匡、越村朱音、浅野晴紀【週替り】
- VE：古手川大（以前はVTR→毎週）、小山龍一、野平和之、吉﨑慶、明庭保昭、塩原和益、山口考(孝)志、佐藤聡一（山口→一時離脱►復帰）【週替り】
- 照明：千葉雄
- 美術プロデューサー：葛西剛太、齋藤隆史
- デザイン：石井智也、平岡真穂（平岡→一時離脱►復帰）
- タイトルロゴデザイン：タツノコプロ（ノンクレジット、2019年3月31日 - ）
- 大道具：相馬勇
- 小道具：伊沢英樹
- 電飾：角田大介
- 持道具：上田薫
- 衣裳：須崎美和
- メイク：奥松かつら
- イラスト：坂隼治【毎週】、安藤尚美、兼子由、カネシゲタカシ、グレートインターナショナル【週替り】
- 編集：須川浩之（一時離脱►復帰）
- MA：関川一貴、平山達也【週替り】
- 音効：石川一宏、小山勇生
- 技術協力：NiTRo、ヌーベルアージュ（一時離脱►復帰）
- 美術協力：日本テレビアート
- 協力：ジャニーズ事務所、マセキ芸能社
- TK：坂本幸子
- デスク：小林祐子
- ディレクター：菅谷陽介・岡田健人・原田大輔・笹尾充・吉村洸希・山本周平・続木雄太・河野寛之（SION）、飛田一充・小見早苗・髙野勝矢・川口順也・櫻井彩香・赤津未奈・重富英夫・西岡伊吹（THE WORKS、髙野→一時離脱►復帰）、流石英昭、神谷滉太朗、橋本佑季、東竜也、菅瑠梨/酒井日々里、内山智紘、中村羽衣・笹部好生・木村恵二郎・神邉真希帆・堀江勇輝・伊藤練（SION）、佐賀太一、タン・ウェンティン、浅香雄高、尾堂瑠莉、渡辺恵一郎、中島菜緒、黒崎海晟、竹内ゆり子（THE WORKS）、岡島花保、三角凌冬、内山智紘、谷本菜々子、武澤龍(隆)佑、木村紗菜、佐藤夏音、安井知沙、齋藤理瑚、漆山咲季、山﨑晃平、髙木もも花、内海日向（吉村・神谷以降・神邉・尾堂・山本・渡辺・中島・伊藤・竹内・岡島・三角・内山～髙木以外→2021年9月までAD、神谷・タン→一時離脱►復帰）【週替り】
- 演出：須原翔/小山貴広（THE WORKS）、本田学（SION）（須原→2025年6月8日 -、小山・本田→2022年6月5日 -、以前はディレクター）
- プロデューサー：田中俊光（2023年12月3日 - ）、菅原めぐみ（SION、以前はAP→一時離脱）、藤田志帆（THE WORKS、以前はAP）/内藤葵（内藤→2021年9月26日までAP）、川邊水維(稚)（SION、2023年4月 - 、以前は2021年9月までAD►ディレクター）
- チーフプロデューサー：石村修司（2024年6月2日 -、2020年10月4日 - 2024年5月26日までは統轄プロデューサー）
- 制作協力：SION、THE WORKS
- 製作著作：日本テレビ

### 過去のスタッフ
- 構成：藤澤雅孔、森本雅也（森本→以前はディレクター）
- TM：江村多加司、新名大作、小椋敏宏、渡邊勇二
- SW：荻野高康、早川智晃（荻野・早川→以前はCAM）
- CAM：門田健、鎌倉和由（鎌倉→以前はSW/CAM・回によって担当が異なる）
- VE/VTR：八木一夫（回によって担当が異なる）
- AUD：池田正義、小泉佑貴、藤岡絵里子、亘美千子、榊原大輔、中村宏美
- VE：池田祐一郎【毎週】、鈴木昭博、三橋崇弘、石坂忠義、三崎美貴（三崎→以前はVTR）、石川実、佐久間治雄、稲毛彩乃、鬼頭知佐、塙梨沙、河合瑠奈、尹亭硯、盛岡智昭、梶川辰雄、田邉仁美（池田・盛岡→一時離脱►復帰）、佐々木謙太、山口郁馬、沼田広美、矢頭浩平、寺見遥希
- VTR：斎藤孝行、佐久間治雄、佐藤大心、笈川太、石野太一（石野→以前はVE）、岩原正明、鈴木裕崇、石山実、向山江梨佳、寺井赳博
- 照明：高橋明宏、菅原佑介、青山桃子、宮田千尋
- 美術プロデューサー：大川明子
- デザイン：田澤奈津美、栗原純二、柿崎愛子、小川裕史、北原龍一
- 大道具：佐藤正男、志村和広、山田俊広、山田一徳
- 装置：相馬勇
- 小道具：尾橋直樹、大久保俊彦、米山幸市、片岡あさみ
- 電飾：川井智香子
- 持道具：三野尚子
- 音効：天久俊一、竹中幸治
- フードコーディネーター：植田淳子（スパイスアルファ）
- CG：大隅商店
- イラスト：高田茉依、岩谷俊太、泉州HIGE工房
- 編集：大関秀雄、廣川良一、相良舞、茂木雅人
- MA：植木俊彦
- 技術協力：EAT、ミジェット、テイクランド、麻布プラザ
- 編成：松隈美和、土谷幸弘、稲垣眞一、佐藤俊之、炭谷宗佑
- 編成企画：戸田一也、鯉渕友康、田中裕樹、高谷和男、下田明宏、吉無田剛、鈴木淳一（鈴木→以前は編成）
- 宣伝：立柗典子、角田久美子、満松隆一郎、玉造昌和
- AP：山下仁志、前田夏奈、田中智子、増岡千恵子、内海阿や
- AD：妹尾友祐、大田真也、儀万由佳、玉井翔、河田紘輝、須永翔、笠井晶平、梶野恵未、宮園博之、村上哲之、斎藤佑樹、中嶋智大、佐藤裕美、尾花美香、牧野真里奈、坂本勇太、根ヶ山高弘、井延祥子、弓座翔平、米山大貴、生川晴菜、中村允(充)、大澤菜穂、鶴田小春、鈴木侑希、根本裕紀
- 歌収録ディレクター：徳永清孝、鈴木健太、宮原環奈
- 振付：SEIGO、SHIGE、MASASHI
- 歌収録AD：川口信洋
- ディレクター：橋本和明、大輪和孝、斉藤芳之、柳橋宏子、中田志保、加藤昌義、蛯原俊行、関根健二、松﨑秀峰、山本圭亮、吉田直也、山口耕平、長嶺望、大谷俊介、海徳俊治、市川祐希（SION）
- 企画：黒川高（2022年6月26日 - 、以前は2021年12月5日 - 2022年5月29日までは企画・プロデューサー→一時離脱、2021年11月28日までは企画・演出）
- 演出：冨永琢磨（2021年12月5日 - 2025年6月1日）、波多野俊介（SION）、栗原利典（THE WORKS）（共に2022年5月29日まで）
- プロデューサー：松本京子、藤﨑一成（藤﨑→2014年10月12日 - 2016年11月27日、以前はディレクター）、末延靖章（2018年12月2日 - 2020年9月27日）、藤井良記（2020年10月4日 - 2021年11月28日）、森山琢哉（2022年6月5日 - 2023年11月26日）、天笠ひろ美、坂井康世、鈴木麻美、山口敦司（以前はAP）、兒玉佳純（SION、2021年9月26日までAP、2022年5月29日までP）、小原佑斗（SION、2022年6月5日 - 2023年3月）
- 統轄プロデューサー：江成真二（2019年6月2日 - 2020年9月27日、2016年12月4日 - 2019年5月26日まではプロデューサー）
- チーフプロデューサー：加藤幸二郎（2014年6月1日 - 11月30日）、安岡喜郎（2014年12月7日 - 2015年5月31日、初代CPでもあった）、伊東修（2015年6月7日 - 2019年5月26日、2014年12月7日 - 2015年5月31日までは統括プロデューサー）、倉田忠明（2019年6月2日 - 2020年9月27日、以前は編成→一時離脱）、土屋拓（2020年10月4日 - 2022年5月29日）、遠藤正累（2022年6月5日 - 2024年5月26日）

## ネット局と放送時間
2022年4月3日放送分から動画配信サービスでの見逃し配信が開始されることが同月2日に発表された。日本テレビ系の動画配信サービス「日テレ無料TADA!」と在京民放キー局5社が共同運営している動画配信サービス「TVer」では1週間、日本テレビ系定額制動画配信サービス「Hulu」では1年間の配信がそれぞれ行われる。これにより本番組をレギュラー放送していない地域でも視聴できるようになった。　
| 放送対象地域 | 放送局                | 系列           | 放送日時                     | ネット状況 | 注釈            |
| ------------ | --------------------- | -------------- | ---------------------------- | ---------- | --------------- |
| 関東広域圏   | 日本テレビ（NTV）     | 日本テレビ系列 | 日曜 11:45 - 12:45           | 制作局     | 制作局          |
| 福島県       | 福島中央テレビ（FCT） | 日本テレビ系列 | 日曜 11:45 - 12:45           | 同時ネット | [ 注 5 ]        |
| 山梨県       | 山梨放送（YBS）       | 日本テレビ系列 | 日曜 11:45 - 12:45           | 同時ネット | [ 注 6 ]        |
| 石川県       | テレビ金沢（KTK）     | 日本テレビ系列 | 日曜 11:45 - 12:45           | 同時ネット | [ 注 7 ]        |
| 新潟県       | テレビ新潟（TeNY）    | 日本テレビ系列 | 日曜 12:30 - 13:30           | 遅れネット | [ 注 8 ]        |
| 富山県       | 北日本放送（KNB）     | 日本テレビ系列 | 日曜 1:00 - 2:00（土曜深夜） | 遅れネット | [ 注 9 ] [ 44 ] |
| 静岡県       | 静岡第一テレビ（SDT） | 日本テレビ系列 | 火曜 0:59 - 1:59（月曜深夜） | 遅れネット | [ 注 10 ]       |
| 中京広域圏   | 中京テレビ (CTV)      | 日本テレビ系列 | 火曜 1:35 - 2:35（月曜深夜） | 遅れネット | [ 注 11 ]       |
| 高知県       | 高知放送（RKC）       | 日本テレビ系列 | 日曜 16:00 - 17:00           | 遅れネット |                 |
| 福岡県       | 福岡放送（FBS）       | 日本テレビ系列 | 土曜 09:30 - 10:30           | 遅れネット | [ 注 12 ]       |
| 大分県       | 大分放送（OBS）       | TBS系列        | 土曜 16:00 - 17:00           | 遅れネット | [ 注 13 ]       |
| 沖縄県       | 琉球放送（RBC）       | TBS系列        | 水曜 23:59 - 翌0:59          | 遅れネット | [ 注 14 ]       |

### 過去のネット局
- 長崎国際テレビ（NIB） - 数少ない同時ネット局だったが、2010年3月28日をもって打ち切り。その後2017年4月22日と5月6日に『スクール革命 修学旅行in長崎』（日本テレビでの2017年4月16日、4月23日放送分）を放送。
- 宮崎放送（mrt・TBS系列） - 2016年9月24日をもって打ち切り。
- 鹿児島読売テレビ（KYT）-開始当初は日曜10:25-11:25。その後土曜夕方や日曜未明（土曜深夜）などで放送された後、2018年4月から火曜15:50-16:50に移動した後、半年後の同年9月に打ち切り。
- 広島テレビ（HTV） - 2015年7月6日放送開始。2020年4月6日をもって打ち切り。
- 札幌テレビ（STV）- 2021年9月4日（日本テレビ 2021年8月15日放送分）より放送を開始していたが、2022年12月24日（日本テレビ 2022年12月18日放送分）をもって打ち切り。
- ミヤギテレビ（MMT）- 2016年10月1日放送開始。2024年3月23日をもって打ち切り。
- 熊本県民テレビ（kkt）- 2011年の「修学旅行 第3弾in九州」の単発放送を経て2014年10月4日より土曜日 14:00 - 15:00にレギュラー放送していたが、2017年3月25日をもって打ち切り。2023年10月7日に土曜 11:35 - 12:35にてレギュラー放送を再開したが、2024年6月29日をもって再び打ち切り。
- 日本海テレビ（NKT）- 2014年9月1日放送開始。開始当初は月曜16:53 - 17:53。その後木曜15:50-16:50で放送されたあと2022年以降は金曜02:10 - 03:10（木曜深夜）、金曜01:40 - 02:40（木曜深夜）、金曜01:00 - 02:00（木曜深夜）で放送されたあと、2025年3月27日で打ち切り。
- 南海放送（RNB） - 2017年10月7日放送開始。2025年6月28日をもって打ち切り。

### ゴールデンSP
レギュラー放送同様、全編ローカルセールス枠のため、日本テレビ以外の通常時同時ネット局でも編成の都合で臨時に遅れネットに変更することがあり、当番組が19時開始の2時間スペシャル放送時に通常時時差ネットまたは非ネット局（テレビ大分を除く）では19:56から一部内容が放送されない1時間短縮版が日本テレビからの裏送り同時ネットで放送された。